# Stan wojenny w Polsce (1981–1983)

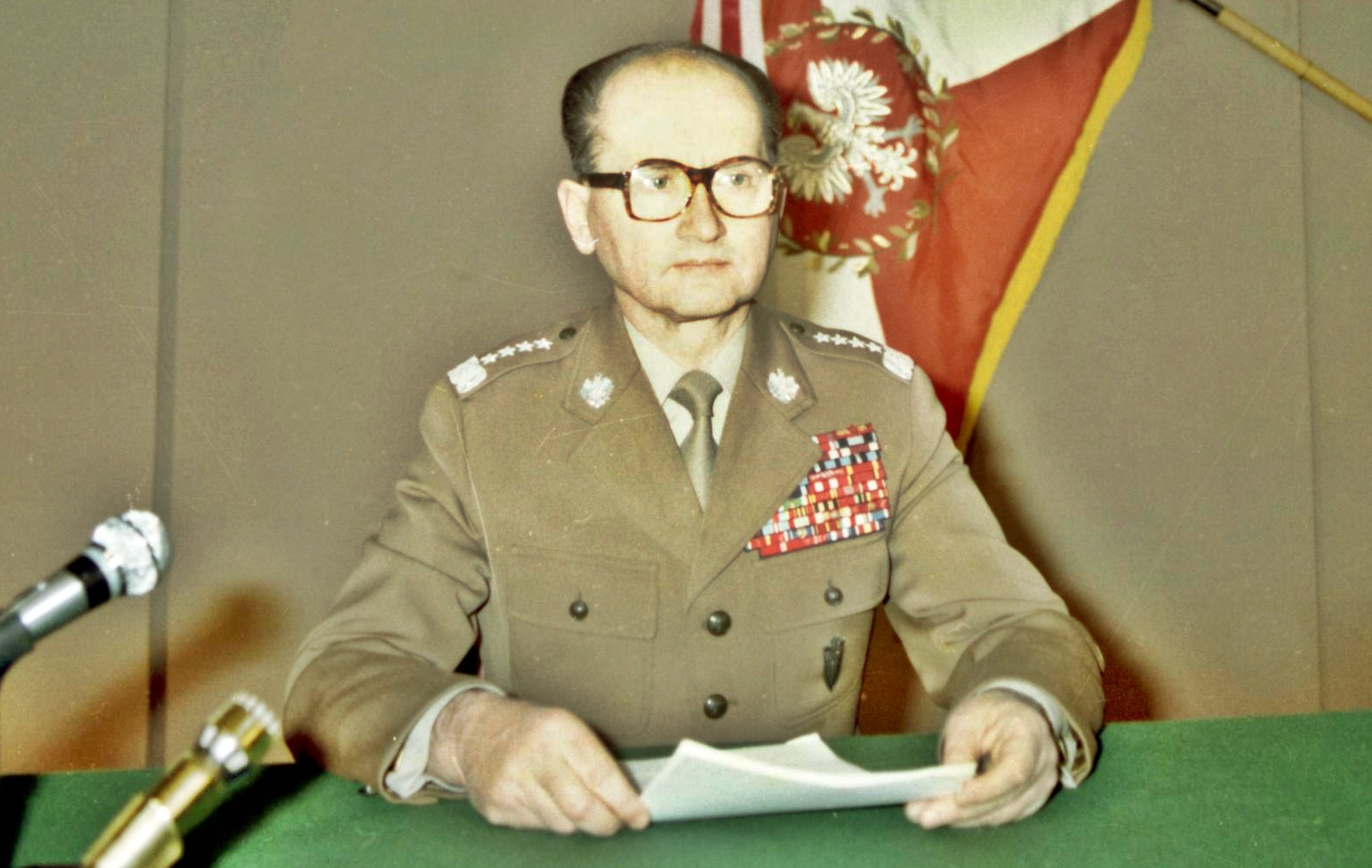
Generał armii Wojciech Jaruzelski przygotowujący się do odczytania przemówienia informującego o wprowadzeniu stanu wojennego; Warszawa, 13 XII 1981

Stan wojenny w Polsce w latach 1981–1983 – stan nadzwyczajny wprowadzony 13 grudnia 1981 roku na terenie całej Polskiej Rzeczypospolitej Ludowej, niezgodnie z Konstytucją Polskiej Rzeczypospolitej Ludowej. Został zawieszony 31 grudnia 1982 roku, a zniesiono go 22 lipca 1983 roku. W trakcie jego trwania internowano łącznie 10 131 działaczy związanych z Niezależnym Samorządnym Związkiem Zawodowym „Solidarność”, a życie straciło ponad 70 osób, w tym 9 górników z Kopalni Węgla Kamiennego „Wujek” w Katowicach podczas pacyfikacji strajku.
Stan wojenny wprowadzono na mocy podjętej niejednomyślnie uchwały Rady Państwa z dnia 12 grudnia 1981 roku, na wniosek Wojskowej Rady Ocalenia Narodowego – tymczasowego, niekonstytucyjnego organu władzy, a faktycznie nadrzędnego wobec konstytucyjnych władz państwowych. Został on poparty przez Sejm Polskiej Rzeczypospolitej Ludowej post faktum uchwałą z dnia 25 stycznia 1982 roku.

## Przygotowania
Już w czasie fali strajków sierpnia 1980 władze komunistyczne rozważały możliwość wprowadzenia stanu wojennego w celu powstrzymania niepokojów społecznych i zgaszenia rodzącego się ruchu demokratycznego. Przyczyny, dla których władze nie zdecydowały się wówczas na podjęcie tego rodzaju działań, nie zostały do końca wyjaśnione. Jest możliwe, że Biuro Polityczne KC PZPR postanowiło, że wobec mobilizacji społeczeństwa i groźby strajku generalnego wprowadzenie w tamtym momencie stanu wojennego może doprowadzić do eskalacji napięcia i otwartej konfrontacji ze społeczeństwem, co mogło spowodować niekontrolowany rozwój wypadków. Jednocześnie Biuro Polityczne KC KPZR, nie informując o niczym polskich towarzyszy, wydało 28 sierpnia 1980 rozporządzenie o mobilizacji czterech dywizji radzieckich stacjonujących w zachodnich okręgach wojskowych ZSRR z perspektywą ich wejścia na terytorium PRL na początku września 1980 roku, jeśli ogólnokrajowe strajki trwałyby nadal. W razie napotkania większego oporu zamierzano wysłać do Polski dodatkowe wojska.
Władze PRL ostatecznie poszły na kompromis zawierając porozumienia sierpniowe, co w konsekwencji doprowadziło do powstania NSZZ „Solidarność”.
Strona rządowa potraktowała te ustępstwa jako zło konieczne i manewr taktyczny, gdyż jeszcze w końcu sierpnia rozpoczęto przygotowania do przeprowadzenia wariantu siłowego. Komitet Obrony Kraju i Sztab Generalny Wojska Polskiego rozpoczęły prace studyjne nad wprowadzeniem stanu wojennego w Polsce. 10 listopada 1980 zarejestrowano NSZZ „Solidarność”, a już 12 listopada 1980 gen. Wojciech Jaruzelski ujawnił na posiedzeniu Komitetu Obrony Kraju, że przygotowany został zestaw niezbędnych aktów prawnych dotyczących stanu wojennego. W listopadzie Ministerstwo Spraw Wewnętrznych opracowywało plany internowania 12,9 tysiąca wytypowanych działaczy opozycji, przygotowało ośrodki internowania i miejsca w więzieniach.
1 grudnia 1980 władze ZSRR przekazały gen. Tadeuszowi Hupałowskiemu i płk. Franciszkowi Puchale plany wkroczenia wojsk radzieckich do Polski w ramach ćwiczeń „Sojuz 80”. Gotowość operacyjną do przekroczenia granicy wyznaczono na 8 grudnia 1980. Według meldunku płk. Kuklińskiego dla CIA z początku grudnia do Polski miało wtedy wkroczyć 18 dywizji wojsk Układu Warszawskiego (15 radzieckich, dwie czechosłowackie i jedna enerdowska), które po chwilowym pozorowaniu manewrów z ostrą amunicją miały ulec przegrupowaniu i otoczyć większe polskie miasta i ośrodki przemysłowe. Polskie wojska miały początkowo pozostać w koszarach, ale potem cztery dywizje LWP włączyłyby się do operacji.
5 grudnia 1980 na szczycie państw Układu Warszawskiego w Moskwie I Sekretarz KC PZPR Stanisław Kania przedstawił swój plan rozbicia Solidarności metodami operacyjnymi, głównie przez propagandę wskazującą na antysocjalistyczne i wrogie państwu oblicze Solidarności, a także przez działalność agentów SB w strukturach związkowych, którzy mieli doprowadzić do konfliktów wewnętrznych i w efekcie do osłabienia Solidarności. Gen. Jaruzelski rozszerzył ten plan o opcję alternatywną, w razie niepowodzenia planu Kani, zakładając rozwiązanie siłowe w formie stanu wojennego. Stanisław Kania ostrzegł Breżniewa, że interwencja spotka się „z gwałtowną reakcją społeczną, wręcz z powstaniem narodowym”. Zbigniew Brzeziński, doradca do spraw bezpieczeństwa prezydenta USA Jimmy’ego Cartera ostrzegł Rosjan, że ich zbrojna interwencja w Polsce spotka się z ostrą ripostą Stanów Zjednoczonych. Według amerykańskiego historyka i publicysty Paula Kengora, autora książki „The Crusader: Ronald Reagan and the Fall of Communism” z 2006, ówczesny prezydent USA Ronald Reagan rozważał wysłanie do Polski amerykańskich wojsk w razie najazdu Sowietów, w celu powstrzymania inwazji. Nie potwierdzają tego jednak Zbigniew Brzeziński ani sowietolog prof. Richard Pipes z Uniwersytetu Harvarda, Paul Kengor podaje ponadto, iż pomysł interwencji ostatecznie zarzucono, ponieważ doradcy wyjaśnili Reaganowi, że w Europie armia amerykańska jest słabsza od radzieckiej.
W lutym 1981 przeprowadzono „grę sztabową” MON i MSW, której celem było przećwiczenie różnych wariantów rozwoju sytuacji. Ustalono wówczas, iż stan wojenny powinien być poprzedzony odpowiednim przygotowaniem propagandowym, a sama decyzja powinna być powzięta na podstawie pretekstu, który uzasadniłby opinii publicznej i międzynarodowej celowość jego wprowadzenia. Stwierdzono również konieczność ogłoszenia stanu wojennego przed oczekiwaną mobilizacją NSZZ „Solidarność” (przed rozpoczęciem strajku powszechnego), oraz wprowadzenie go od razu na terytorium całego kraju (z soboty na niedzielę, aby utrudnić reakcję opozycji związkowej). Przeglądano także akty prawne, rozporządzenia wewnętrzne oraz testowano harmonogram zaplanowanych działań. W marcu zakończono zasadniczy etap prac koncepcyjnych całej operacji. Już w końcu marca sytuacja bardzo się zaogniła po incydencie w Bydgoszczy, podczas którego pobito związkowców. „Solidarność” ogłosiła pogotowie strajkowe i zapowiedziała rozpoczęcie strajku generalnego od 31 marca 1981, jeśli władze nie ukarzą sprawców tego zajścia. W tym samym czasie na terytorium Polski odbywały się ćwiczenia Układu Warszawskiego „Sojuz-81”, co stwarzało groźbę włączenia się wojsk Układu Warszawskiego w tłumienie ewentualnego strajku generalnego. Częściowo odtajniony raport wywiadu USA z 3 kwietnia 1981 podaje, że przywódcy ZSRR przychylali się wtedy do interwencji w Polsce, ponieważ uznali, że polscy komuniści stracili już możliwość utrzymania władzy. W tym celu na przełomie marca i kwietnia poczyniono ogromną liczbę przygotowań do wkroczenia i utrzymywano w tym celu od 12 do 20 dywizji radzieckich w gotowości bojowej. 27 marca „Solidarność” przeprowadziła strajk ostrzegawczy. W tym samym dniu do Warszawy przybył radziecki marszałek Wiktor Kulikow, który wyraził niezadowolenie ze stanu przygotowań do wprowadzenia stanu wojennego. 30 marca doszło do rozmów pomiędzy Lechem Wałęsą i Mieczysławem Rakowskim, które doprowadziły do kompromisu. Andrzej Gwiazda wystąpił w telewizji z komunikatem o odwołaniu strajku generalnego.
Kryzys został przejściowo opanowany, władze i „Solidarność” osiągnęły kompromis i do wybuchu ogólnopolskiego strajku nie doszło. W lipcu 1981 roku okazało się, że bez powiadomienia polskiej strony Rosjanie przerzucili do swojego składu w Bornem Sulinowie (Północna Grupa Wojsk Armii Radzieckiej) ponad 600 czołgów zwiększając tam ich liczbę do 900 wozów, jako że wcześniej w bazie stacjonowało ich już ponad 300. Miesiąc później marszałek Wiktor Kulikow zażądał od polskiego dowództwa zgody na wprowadzenie do LWP doradców radzieckich od szczebla Sztabu Generalnego do szczebla dowództw dywizji włącznie, jednak mu odmówiono.
W ostatniej dekadzie sierpnia płk Tadeusz Kwiatkowski, dyrektor Biura Śledczego MSW pojechał do Moskwy na rozmowy z KGB. Celem ich było uzgodnienie druku obwieszczeń o wprowadzeniu stanu wojennego oraz ustalenie zasad ich transportu. Zamówiono 25 tysięcy egzemplarzy, paczkowanych po 500 sztuk, o łącznej wadze 6 ton. Druk miał zostać ukończony 4 września, a obwieszczenia zapakowane na pokład rządowego Iła-18, przewiezione do Warszawy i ukryte w gmachu MSW.
W końcu sierpnia 1981 w Moskwie, w związku z planami wprowadzenia stanu wojennego, wydrukowano odpowiednie obwieszczenie Rady Państwa, bez zamieszczonego nazwiska jej przewodniczącego i daty. Od tej pory do uruchomienia całego procesu potrzebna była jedynie decyzja polityczna. Na początku września 1981 roku nad granicami Polski odbyły się największe powojenne ćwiczenia Armii Radzieckiej o kryptonimie „Zapad-81”, które według wspomnień ich uczestników wyglądały na próbę generalną przed radziecką inwazją na Polskę. Także we wrześniu 1981 na kolejnym posiedzeniu KOK, jego uczestnicy uznali, iż MSW i wojsko ukończyły niezbędne przygotowania. Postanowiono odczekać na odpowiedni moment, w którym pogłębi się zmęczenie społeczeństwa i narastanie niepokoju o przyszłość oraz pojawi się niezbędny pretekst, który pozwoli obarczyć odpowiedzialnością za wprowadzenie stanu wojennego NSZZ „Solidarność”.
O pracach tych nie informowano członków rządu, Sejmu i Rady Państwa. Nie informowano o tym nawet członków Biura Politycznego i Sekretariatu KC PZPR.

## Wprowadzenie stanu wojennego

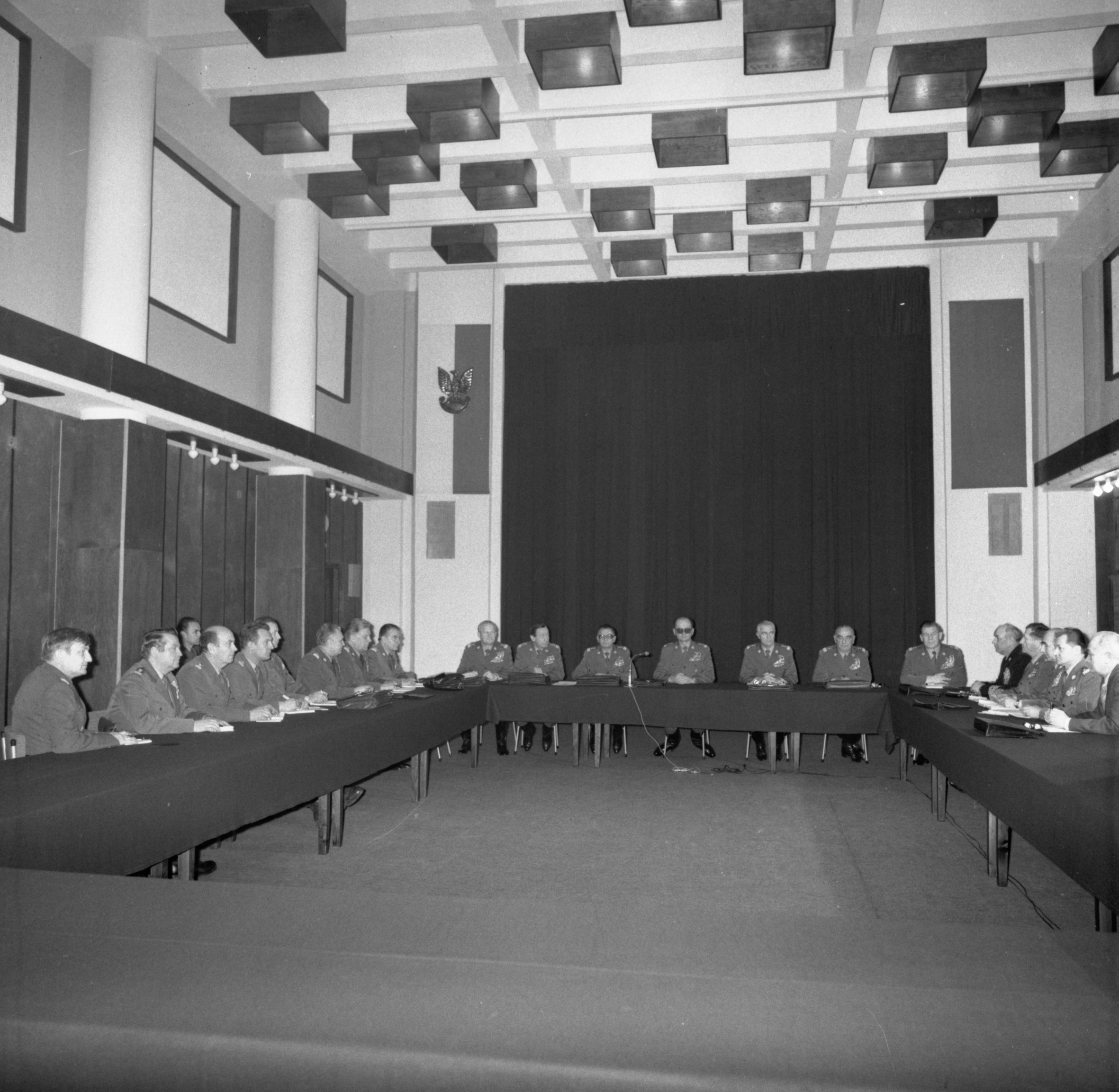
Posiedzenie Wojskowej Rady Ocalenia Narodowego pod przewodnictwem gen. Wojciecha Jaruzelskiego; Warszawa, 14 XII 1981

12 grudnia ok. północy w Belwederze odbyło się posiedzenie Rady Państwa, na którym podjęto uchwałę o wprowadzeniu stanu wojennego na terenie całego kraju.
13 grudnia (noc z soboty na niedzielę) o godzinie 0:00 oddziały ZOMO rozpoczęły ogólnokrajową akcję aresztowań działaczy opozycyjnych. W dniu wprowadzenia stanu wojennego w działaniach na terytorium kraju wzięło udział ok. 70 tys. żołnierzy Wojska Polskiego, 30 tys. funkcjonariuszy MSW oraz bezpośrednio na ulicach miast 1750 czołgów i 1400 pojazdów opancerzonych, 500 wozów bojowych piechoty, 9000 samochodów oraz kilka eskadr śmigłowców i samoloty transportowe. 25% wszystkich sił skoncentrowano w Warszawie i okolicach.
10 tysięcy funkcjonariuszy wzięło udział w Akcji „Jodła”, której celem było zatrzymanie i umieszczenie w uprzednio przygotowanych aresztach i więzieniach wytypowanych osób, uznanych za groźne dla bezpieczeństwa państwa.
Kilkadziesiąt minut przed północą (ok. 22:30) rozpoczęła się Akcja „Azalia”, mająca na celu opanowanie i wyłączenie obiektów teletransmisyjnych i central telefonicznych. Do 451 obiektów w całym kraju wkroczyły uzbrojone oddziały, sformowane z 700 funkcjonariuszy SB i MO, 3000 żołnierzy Wojsk Ochrony Pogranicza oraz innych jednostek wojskowych MSW, a także 1200 żołnierzy oddelegowanych przez wojsko. Zaraz po północy zamilkły cywilne telefony, w tym także w ambasadach i konsulatach. W tym samym czasie 350 funkcjonariuszy milicji i SB, 550 żołnierzy MSW oraz około 3000 żołnierzy obsadziło wszystkie obiekty radia i telewizji. Już 14 grudnia rezerwiści powołani do jednostek milicji otrzymali broń, z zastrzeżeniem, że wydawanie amunicji należeć będzie do decyzji komendantów wojewódzkich MO. Broń wydawano zmobilizowanym członkom ORMO, a także emerytom oraz rencistom SB i MO, zorganizowanym w grupach samoobrony.
Po północy na polecenie gen. Wojciecha Jaruzelskiego o wprowadzeniu stanu wojennego członek Biura Politycznego PZPR i współprzewodniczący ze strony rządowej Komisji Wspólnej Rządu i Episkopatu Kazimierz Barcikowski poinformował prymasa Polski Józefa Glempa w toku bezpośredniej rozmowy w rezydencji prymasa przy ulicy Miodowej.

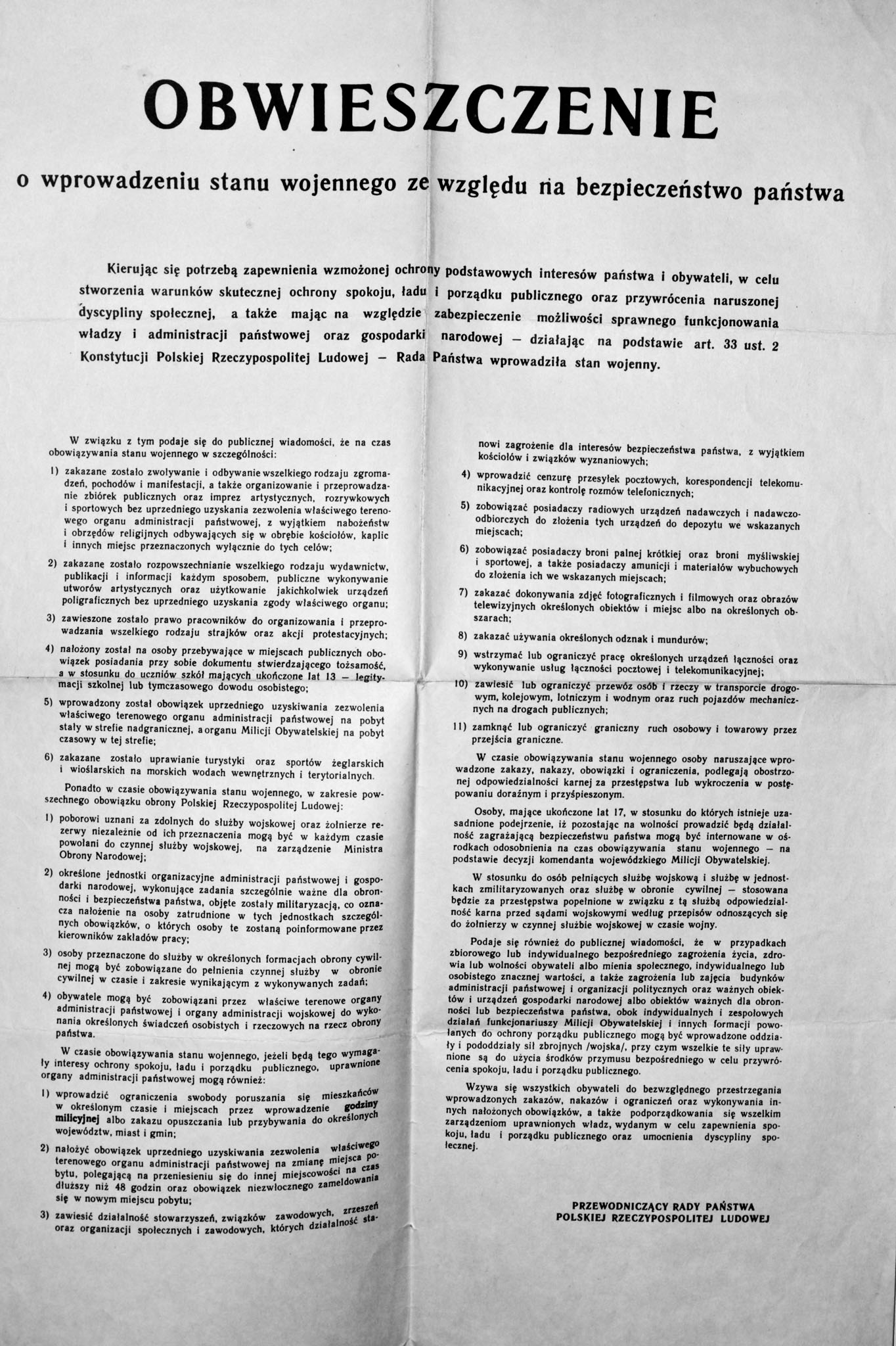
Obwieszczenie Rady Państwa o wprowadzeniu stanu wojennego

O wprowadzeniu stanu wojennego poinformowało społeczeństwo Polskie Radio o godzinie 6 nadając przemówienie generała Jaruzelskiego. Przemówienie to w nieco zmodyfikowanej wersji wyemitowała także Telewizja Polska. Wojciech Jaruzelski w swoim wystąpieniu powiedział m.in.:

Obywatelki i obywatele Polskiej Rzeczypospolitej Ludowej!
Zwracam się dziś do Was jako żołnierz i jako szef rządu polskiego. Zwracam się do Was w sprawach wagi najwyższej. Ojczyzna nasza znalazła się nad przepaścią. Dorobek wielu pokoleń, wzniesiony z popiołów polski dom ulega ruinie. Struktury państwa przestają działać. Gasnącej gospodarce zadawane są codziennie nowe ciosy. Warunki życia przytłaczają ludzi coraz większym ciężarem. Przez każdy zakład pracy, przez wiele polskich domów, przebiegają linie bolesnych podziałów. Atmosfera niekończących się konfliktów, nieporozumień, nienawiści – sieje spustoszenie psychiczne, kaleczy tradycje tolerancji. Strajki, gotowość strajkowa, akcje protestacyjne stały się normą. Wciąga się do nich nawet szkolną młodzież. Wczoraj wieczorem wiele budynków publicznych było okupowanych. Padają wezwania do fizycznej rozprawy z „czerwonymi”, z ludźmi o odmiennych poglądach. Mnożą się wypadki terroru, pogróżek i samosądów moralnych, a także bezpośredniej przemocy. [...] Już nie dni, lecz godziny przybliżają ogólnonarodową katastrofę. Uczciwość wymaga, aby postawić pytanie: Czy musiało do tego dojść? [...]
Obywatelki i obywatele!
Wielki jest ciężar odpowiedzialności, jaka spada na mnie w tym dramatycznym momencie polskiej historii. Obowiązkiem moim jest wziąć tę odpowiedzialność [...]. Ogłaszam, że w dniu dzisiejszym ukonstytuowała się Wojskowa Rada Ocalenia Narodowego. Rada Państwa, w zgodzie z postanowieniami Konstytucji, wprowadziła dziś o północy stan wojenny na obszarze całego kraju. Chcę, aby wszyscy zrozumieli motywy i cele naszego działania. Nie zmierzamy do wojskowego zamachu, do wojskowej dyktatury. [...] Żadnego z polskich problemów nie można na dłuższą metę rozwiązać przemocą. Wojskowa Rada Ocalenia Narodowego nie zastępuje konstytucyjnych organów władzy. Jej jedynym zadaniem jest ochrona porządku prawnego w państwie, stworzenie gwarancji wykonawczych, które umożliwią przywrócenie ładu i dyscypliny. To ostatnia droga, aby zapoczątkować wychodzenie kraju z kryzysu, uratować państwo przed rozpadem. [...]
Polki i Polacy! Bracia i siostry! [...]
Niechaj w tym umęczonym kraju, który zaznał już tyle klęsk, tyle cierpień, nie popłynie ani jedna kropla polskiej krwi. Powstrzymajmy wspólnym wysiłkiem widmo wojny domowej. [...] Zwracam się do Was, robotnicy polscy: wyrzeknijcie się dla ojczyzny Waszego niezbywalnego prawa do strajku na taki okres, jaki okaże się niezbędny dla przezwyciężenia najostrzejszych trudności. [...] Zwracam się do Was, polskie matki, żony i siostry: dołóżcie wszelkich starań, aby w polskich rodzinach nie przelewano więcej łez. Zwracam się do młodych Polek i Polaków, okażcie obywatelską dojrzałość i głęboki namysł nad własną przyszłością, nad przyszłością ojczyzny. [...] Do Was się zwracam, moi towarzysze broni – żołnierze Wojska Polskiego w służbie czynnej i w rezerwie: bądźcie wierni przysiędze, jaką składaliście ojczyźnie na dobre i na złe. Od waszej dzisiejszej postawy zależy los kraju. Zwracam się do Was, funkcjonariusze Milicji Obywatelskiej i Służby Bezpieczeństwa: strzeżcie państwa przed wrogiem, a ludzi pracy przed bezprawiem i przemocą. Zwracam się do wszystkich obywateli – nadeszła godzina ciężkiej próby. Próbie tej musimy sprostać, dowieść, że Polski jesteśmy warci.
Rodacy!
Wobec całego narodu polskiego i wobec całego świata pragnę powtórzyć te nieśmiertelne słowa:
Jeszcze Polska nie zginęła, póki my żyjemy.

MON powołało dziesiątki tysięcy rezerwistów, a MSW wydało rozporządzenie o nakazie zdeponowania broni i amunicji. Zmilitaryzowano wiele instytucji (skierowano do nich 8000 komisarzy wojskowych, w tym 400 do resortów i instytucji centralnych), część strategicznych sektorów gospodarki, takich jak komunikacja, telekomunikacja, energetyka, górnictwo i porty morskie oraz 129 najważniejszych fabryk. Pracowników traktowano jak żołnierzy, za brak posłuszeństwa wprowadzono karę dwudziestu pięciu lat więzienia lub nawet karę śmierci. Zakazano strajków, zgromadzeń, działalności związkowej i społecznej. Sądy zaczęły działać w trybie doraźnym.
Wyłączono komunikację telefoniczną, wprowadzono cenzurę korespondencji. Po późniejszym przywróceniu łączności, kontroli i cenzurze podlegały również rozmowy telefoniczne (w słuchawkach telefonicznych informował o tym powtarzający się automatyczny komunikat: rozmowa kontrolowana, rozmowa kontrolowana...).
Ograniczono możliwość przemieszczania się wprowadzając godzinę milicyjną (w początkowym okresie od 19:00, następnie od 22:00 do 6:00), jednocześnie zakazano zmiany miejsca pobytu bez uprzedniego zawiadomienia władz administracyjnych. Wstrzymano wydawanie prasy (poza dwiema gazetami rządowymi – „Trybuna Ludu” i „Żołnierz Wolności”, oraz 17 „terenowymi organami komitetów wojewódzkich PZPR”). Zarządzono również wstrzymanie wyjazdów zagranicznych do odwołania (zamknięto granice państwa i lotniska cywilne), a także czasowe zawieszenie zajęć w szkołach i na uczelniach wyższych.
W nocy z 12 na 13 grudnia decyzję nakazującą wyjazd do Warszawy, przekazaną do Gdańska przez Mieczysława Rakowskiego, ogłosili Lechowi Wałęsie w jego mieszkaniu wojewoda gdański Jerzy Kołodziejski i I sekretarz KW PZPR Tadeusz Fiszbach. Pierwszego dnia stanu wojennego, w godzinach wieczornych, za zgodą władz, z Lechem Wałęsą spotkali się przedstawiciele Kościoła w osobach arcybiskupa Bronisława Dąbrowskiego i księdza Alojzego Orszulika. Przewodniczącego zdelegalizowanej NSZZ „S” przewieziono najpierw do willi MSW w Skolimowie, potem do ośrodka rządowego w Chylicach, następnie osadzono w Otwocku Wielkim, a ostatecznie w Arłamowie (od 11 maja 1982).
Jeszcze 13 grudnia prymas Glemp wygłosił w Częstochowie kazanie do młodzieży w którym zaapelował o zachowanie spokoju. Wezwał młodzież do zachowania życia w imię działań dla dobra ojczyzny. Wieczorem podczas kolejnego kazania w Warszawie apelował o realizm i zaniechanie myśli o walce bratobójczej. Jednocześnie 15 grudnia Rada Główna Episkopatu Polski przyjęła komunikat żądający w ostrych słowach od władz zaprzestania represji związanych ze stanem wojennym. Na apel władz w związku z napiętą sytuacją w kraju władze kościelne zgodziły się na nieodczytywanie komunikatu z ambon w kościołach.

### Przyczyny wprowadzenia stanu wojennego
Oficjalnymi powodami wprowadzenia stanu wojennego była pogarszająca się sytuacja gospodarcza państwa, której przejawami były m.in. brak zaopatrzenia w sklepach (także żywności), reglamentacja (od kwietnia do października 1981 ponownie objęto systemem tzw. kartek żywnościowych wiele istotnych towarów np. mięso, masło, tłuszcze, mąka, ryż, mleko dla niemowląt itd.) oraz zagrożenie bezpieczeństwa energetycznego w kraju wobec zbliżającej się zimy. Całkowicie załamał się skup produktów rolnych. Przestały oddziaływać na producentów podwyżki cen skupu, gdyż rolnicy stracili zaufanie do pieniądza, za który zresztą nie mogli nabyć innych towarów których brakowało na rynku. W tej sytuacji rząd zmuszony był do wprowadzenia tzw. sprzedaży wiązanej (za maszyny trzeba było płacić zbożem) co było cofnięciem się do formy gospodarki wymiennej. Jednocześnie „Solidarność” wzywała rolników do wstrzymywania się ze sprzedażą państwu produktów rolnych.
W 1980 roku dochód narodowy spadł o 6% w porównaniu z rokiem poprzednim. Eksport spadł o 4,2%. W 1981 roku dochód narodowy spadł o 12% rok do roku.
10 września 1981 roku władze radzieckie przekazały polskiej stronie rządowej informację, że w związku z sytuacją w Polsce w 1982 roku ZSRR dostarczy do Polski mniej ropy naftowej (o 64%) i gazu (o 47%). Oleju napędowego Polska miała nie uzyskać wcale.
Historyk Andrzej Paczkowski uznaje, że rzeczywistymi powodami były obawy reżimu komunistycznego przed utratą władzy, związane z utratą kontroli nad niezależnym ruchem związkowym, w szczególności Niezależnym Samorządnym Związkiem Zawodowym „Solidarność”, oraz walki różnych stronnictw w PZPR nie mogących dojść do porozumienia w kwestii formy i zakresu reform ustroju polityczno-gospodarczego PRL. Istotny był gwałtowny spadek poparcia społecznego dla polityki komunistów, według badań OBOP już w czerwcu 1981 zaufanie do rządu deklarowało 24% respondentów, działania KC PZPR aprobowało jedynie 6% respondentów, a działania NSZZ „Solidarność” pozytywnie oceniało aż 62% Polaków. Jednocześnie wg badań Instytutu Filozofii i Socjologii PAN przeprowadzonych na przełomie listopada i grudnia 1981 roku w ciągu 1981 roku znacznie zmalał (o blisko 22 pp. z 61,5% do 39,7%) odsetek osób, które winę za istniejący stan kraju przypisywały tylko rządowi, wzrósł natomiast o prawie 13 pp. (z 27,3% do 40%) udział osób obwiniających za ten stan rzeczy obie strony konfliktu.
Za najważniejszy argument uznano groźbę interwencji zbrojnej przez pozostałe państwa Układu Warszawskiego. Jednak 13 grudnia 1981, w dniu wprowadzenia stanu wojennego, nie zanotowano żadnych ruchów wojsk radzieckich ani zwiększonej komunikacji radiowej w ramach Układu Warszawskiego – o godzinie 4:20 rano Departament Stanu USA wydał komunikat, w którym stwierdził, iż „nie zasygnalizowano żadnego ruchu wojsk radzieckich”. Jeszcze 10 grudnia w Moskwie, podczas narady Biura Politycznego KC KPZR, władze ZSRR stwierdziły, iż interwencja w Polsce jest brana pod uwagę jako ostateczność, tylko na wypadek, gdyby polskie siły bezpieczeństwa, wojsko i PZPR nie mogły sobie dać rady z sytuacją, przy czym obawiano się także antyradzieckiego przewrotu w polskiej armii. W czasie debaty zdecydowany sprzeciw odnośnie do interwencji ZSRR w Polsce wyraził radziecki polityk Jurij Andropow, jeden z członków Biura Politycznego KC KPZR:

(...) Nie możemy ryzykować. Nie zamierzamy wprowadzać wojsk do Polski. Jest to słuszne stanowisko i musimy się go trzymać do końca. Nie wiem, jak rozwinie się sprawa z Polską, ale jeśli nawet Polska będzie pod władzą “Solidarności”, to będzie to tylko tyle. A jeśli na Związek Radziecki rzucą się kraje kapitalistyczne, a oni już mają odpowiednie uzgodnienia o różnego rodzaju sankcjach ekonomicznych i politycznych, to dla nas będzie to bardzo ciężkie. Powinniśmy przejawiać troskę o nasz kraj, o umacnianie Związku Radzieckiego. To jest nasza główna linia.

Źródła archiwalne KPZR wskazują jednak na obawy gen. Jaruzelskiego przed radziecką interwencją. W kwietniu 1981 roku, gdy pojawiła się groźba radzieckiej interwencji podczas tzw. kryzysu bydgoskiego, Komisja Biura politycznego KPZR zarzuciła w swoim dokumencie Wojciechowi Jaruzelskiemu i Stanisławowi Kani przywiązanie do „idei nacjonalistycznej, która mówiła, że Polak zawsze dogada się z Polakiem. Z tego bierze się nie tylko nieuzasadniona ustępliwość wobec żądań «Solidarność», ale także paniczny strach przed konfrontacją z nią, strach przed wprowadzeniem wojsk radzieckich.””.
ZSRR naciskał już od połowy 1981 na rozwiązanie sytuacji wyłącznie „siłami krajowymi” (polska armia i siły bezpieczeństwa), mając świadomość kosztów politycznych ewentualnej interwencji oraz materialnych – uwikłany był bowiem w tym czasie w inną, kosztowną interwencję w Afganistanie. Radziecki KC KPZR był przekonany, iż interwencja wojskowa w Polsce tuż po inwazji na Afganistan zaprzepaści na lata perspektywę odprężenia i ograniczenia światowego wyścigu zbrojeń, a radzieckie siły okupacyjne staną w obliczu poważnych trudności po ewentualnej interwencji, napotykając na opór podziemia w kraju – jedynym rozwiązaniem, zdaniem Moskwy, było zorganizowanie wojskowego zamachu stanu przy pomocy polskich sił zbrojnych. Taką wersję wydarzeń potwierdzają także badania rosyjskiego historyka Rudolfa Pichoji na poradzieckim materiale archiwalnym. Jego zdaniem interwencja Armii Radzieckiej nie była brana pod uwagę, a domagała się jej wyłącznie strona polska – konkretnie Wojciech Jaruzelski. Pichoja utrzymuje także, że ostatecznie strona radziecka nie została poinformowana ani o decyzji o wprowadzeniu stanu wojennego, ani o planowanej dacie operacji.
Władze komunistyczne wskazywały swoich nowych przeciwników politycznych jako przyczynę powstałej sytuacji, wykorzystując do tego praktycznie monopolistyczną pozycję w należących do państwa środkach masowego przekazu (radio, telewizja, gazety) – brutalna propaganda rządowa, którą kierował ówczesny rzecznik rządu Jerzy Urban, demonizowała NSZZ „Solidarność”, dążąc do zdyskredytowania go w oczach społeczeństwa. Media masowe dopuszczały się fałszerstw i przeinaczeń, niejednokrotnie operując szowinistycznymi sloganami. Z drugiej strony opozycja, dysponująca o wiele mniejszymi środkami wpływu, upowszechniała chwytliwe schematy, zarzucając rządowi np. „nową okupację” czy też „wojnę z narodem”.
Swoistą analizę przyczyn wprowadzenia stanu wojennego daje notatka biskupa Bronisława Dąbrowskiego, opisująca stanowisko Kościoła katolickiego i prymasa Glempa, przekazana Janowi Pawłowi II podczas wizyty przedstawicieli Episkopatu w Watykanie tuż po wprowadzeniu stanu wojennego (22–23 grudnia 1981 r.): „«Solidarność» wbrew ostrzeżeniom Kościoła eskalowała wystąpienia i dążenie do władzy. Odmówiła wejścia do Rady Porozumienia Narodowego, mimo że Wałęsa 4 listopada 81 roku zgodził się na wejście razem z Księdzem Prymasem, u premiera. Po spotkaniu z premierem Komisja Krajowa zdyskwalifikowała Wałęsę i oświadczyła, że «Solidarność» nie wejdzie do Rady. (...) Zebranie Mazowsza na Politechnice 5–6 grudnia i powzięte uchwały zaalarmowały władze, szczególnie wyznaczenie manifestacji ulicznej na dzień 17 grudnia 1981 roku. Nasze rozmowy na wszystkich szczeblach «Solidarność» nie dały wyniku (...). Komisja Krajowa w Gdańsku 11–12 grudnia 81. Opinia Wałęsy – zbiorowa halucynacja, wielu uległo prowokacji. Opinia niektórych doradców o przebiegu obrad podobna.”.
Stan wojenny wprowadzono w 16 miesięcy po strajkach w 1980, które doprowadziły do powstania „Solidarności” i odwilży politycznej w Polsce.

## Reakcja w kraju na wprowadzenie stanu wojennego

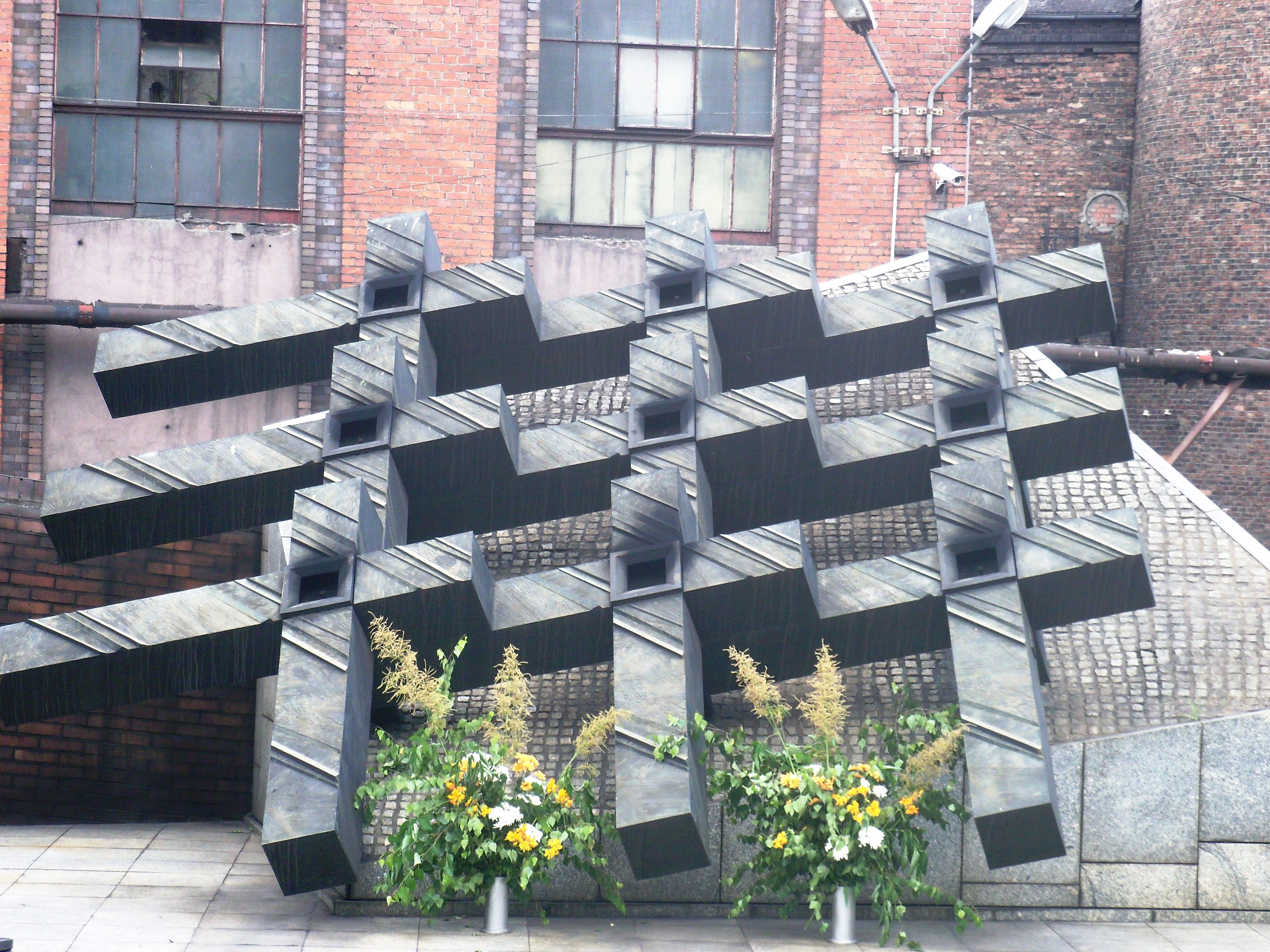
Pomnik górników poległych w czasie ataku oddziałów Ludowego Wojska Polskiego i ZOMO na Kopalnię Wujek w grudniu 1981 roku

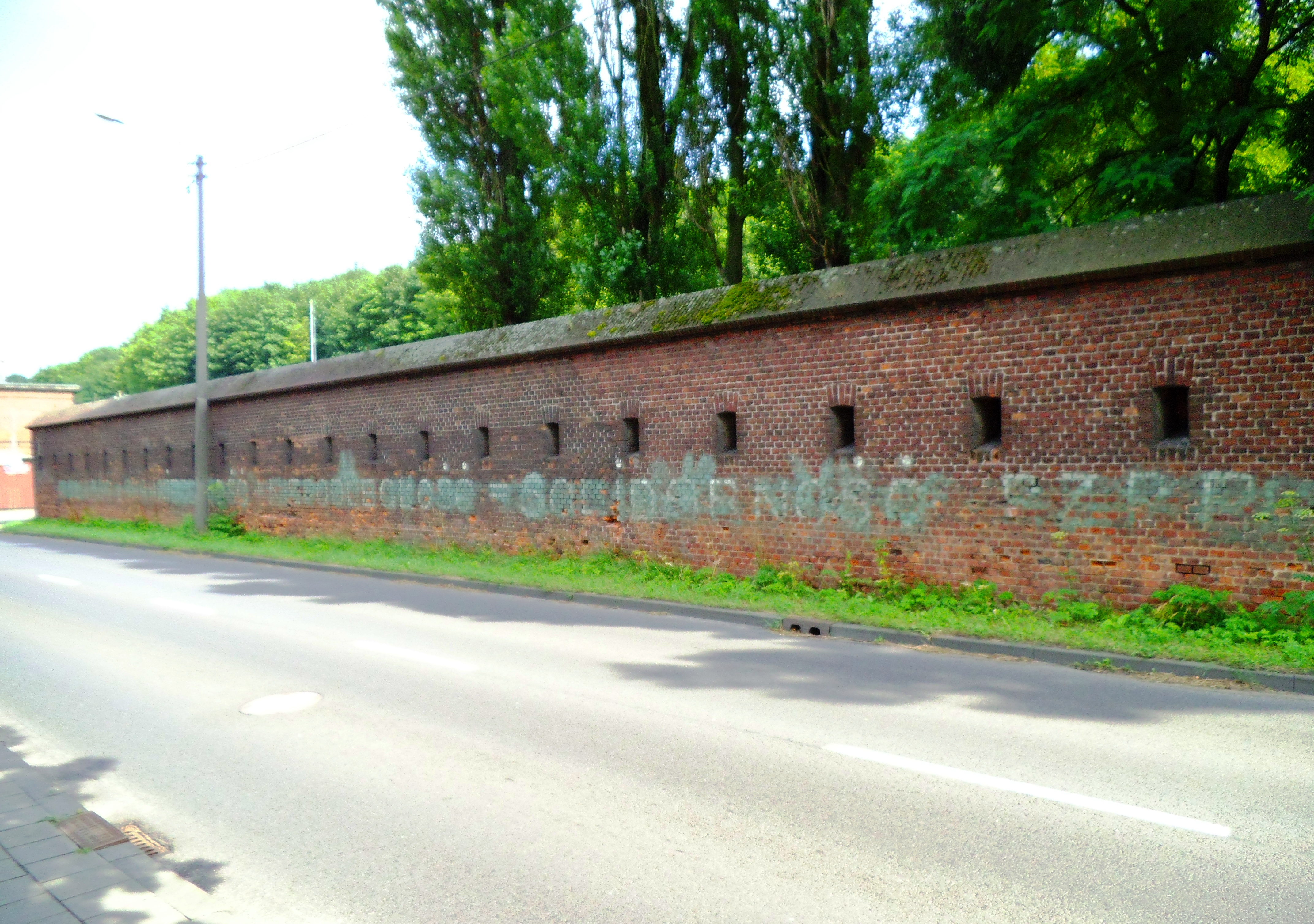
Napisy antykomunistyczne na murze Przyczółka Mostowego w Toruniu pochodzące z okresu stanu wojennego

W reakcji na wprowadzenie stanu wojennego struktury NSZZ „Solidarność” podjęły akcje protestacyjne – ZOMO sukcesywnie pacyfikowało kolejne strajki, m.in. w Stoczni Gdańskiej im. Lenina (16 grudnia 1981), Hucie im. Lenina w Krakowie (w nocy z 15 grudnia na 16 grudnia), Fabryce Samochodów Ciężarowych w Lublinie (w nocy z 16 grudnia na 17 grudnia), Stoczni im. Warskiego w Szczecinie (w nocy z 14 grudnia na 15 grudnia), w Hucie Katowice (23 grudnia). Największy opór stawiły siłom bezpieczeństwa kopalnie węgla kamiennego na Śląsku – 15 grudnia oddział ZOMO został dwukrotnie wyparty z terenu kopalni „Manifest Lipcowy”, za trzecim razem kilkunastoosobowa grupa milicjantów otworzyła ogień do robotników, raniąc czterech z nich, 16 grudnia 1981 w trakcie pacyfikacji kopalni Wujek funkcjonariusze ZOMO zastrzelili 9 górników. Protesty robotnicze najdłużej trwały w KWK Ziemowit (do 22 grudnia) i KWK Piast, gdzie 1000 górników przebywało pod ziemią od 14 grudnia do 28 grudnia 1981 (był to najdłużej trwający strajk w historii powojennego górnictwa).
16 grudnia 1981 w Gdańsku doszło do dużych manifestacji, w których udział wzięło ok. 100 000 ludzi – starcia z oddziałami ZOMO trwały tam do 17 grudnia. 16 grudnia w czasie demonstracji w Gdańsku ranne zostały 324 osoby. 17 grudnia w czasie starć z demonstrantami koło Komitetu Wojewódzkiego PZPR w Gdańsku milicja użyła broni palnej. Krótkie serie z karabinów maszynowych trafiły kilku demonstrantów. Funkcjonariusze ZOMO postrzelili w ich trakcie 4 osoby, z czego 1 osoba (Antoni Browarczyk) zmarła. Do podobnej wielotysięcznej demonstracji doszło 17 grudnia 1981 w Krakowie, gdzie również doszło do brutalnego rozpędzenia manifestantów przez służby bezpieczeństwa PRL.
Wprowadzenie stanu wojennego nie spotkało się jednak z masowym sprzeciwem społecznym. Opór członków zawieszonego związku był słaby. Jacek Kuroń wspominał:

Na czym polegał mój błąd w prognozowaniu zdarzeń? Nie na tym, że nie zdawałem sobie sprawy ze zmęczenia, zniechęcenia ludzi, że mogą nawet ten wojskowy rząd przyjąć pozytywnie z nadzieją. To rozumiałem. Błąd był w tym, że myślałem, że jakaś mniejszość będzie jednak walczyć.

Wspomniany Jacek Kuroń wzywał na początku 1982 roku do powstania stwierdzając, że „kierownictwo ruchu oporu musi przygotować społeczeństwo polskie do zlikwidowania okupacji w zbiorowym, zorganizowanym wystąpieniu (...). (...) wystąpienie takie może polegać na równoczesnym uderzeniu na wszystkie ośrodki władzy i informacji w całym kraju.”. Polemizował z nim ukrywający się Zbigniew Bujak uznając, że takie wezwania mogą tylko zjednoczyć obóz rządowy i sprzyjają „tej części aparatu której na rękę byłaby interwencja z zewnątrz”.
Władze oceniały po kilkunastu dniach od 13 grudnia reakcję społeczną na wprowadzenie stanu wojennego jako umiarkowany sukces. Gen. Kiszczak na posiedzeniu Biura Politycznego KC PZPR 22 grudnia 1981 roku mówił: „Nastąpił przełom. „Solidarność” nie jest już zdolna zagrozić władzy ludowej. Zdecydowana większość społeczeństwa pogodziła się ze stanem wojennym.”. Bardziej sceptyczny był gen. Jaruzelski, który stwierdzał: „Wygraliśmy pierwszą bitwę, ale nie wygraliśmy kampanii (na co trzeba kilka miesięcy) ani wojny (potrzeba 10 lat aby odwojować spustoszenia świadomości społecznej i podźwignąć gospodarkę z ruin).”.
Sprzeciw wobec wprowadzenia stanu wojennego przybierał różne formy. Większość aktorów i twórców początkowo zbojkotowała zaistniałą sytuację odmawiając występów w mediach państwowych, później jednak sprzeciw złagodniał. Przyczynił się do tego fakt weryfikacji dziennikarzy, w wyniku której zostało zwolnionych z pracy co najmniej 800 z nich. Zwykli obywatele przeciwni polityce gen. Wojciecha Jaruzelskiego zaczęli nosić na ubraniu oporniki jako symbol protestu lub z premedytacją spóźniali się do pracy, aby zamanifestować swoje poglądy polityczne (symbolem nowego stylu pracy został ślimak i żółw). W wielu polskich miastach ludzie spontanicznie wydawali amatorskimi metodami ulotki i plakaty o treści antyrządowej i antykomunistycznej, a następnie kolportowali je w miejscach publicznych protestując przeciwko rządom terroru i zaistniałej sytuacji. Na budynkach, zwłaszcza w trudno dostępnych miejscach, zaczęło się pojawiać coraz więcej antyrządowych napisów, na przykład takich jak; „WRON won za Don”, „Zima wasza wiosna nasza”, „Orła wrona nie pokona” czy też „C[iąg] D[alszy] N[astąpi]”. Zamazywały je specjalnie zorganizowane ekipy, często zastępując te hasła innymi np. „KOR = Żydzi” czy „S = $”. Symbolem oporu stał się oznaczający zwycięstwo znak V (victoria). Rozwijał się także podziemny ruch filatelistyczny, ze sprzedaży znaczków tzw. „poczty Solidarności” finansowano część działalności opozycji. Dochodziło także do przemianowywania nazw ulic, w Nowej Hucie zmieniono nazwę Alei Róż na Zomostrasse, oraz udoskonalania metod walki z oddziałami ZOMO, np. pojemniki z lakierem utrudniającym widoczność w pojazdach sił bezpieczeństwa, kolczatki lub noszenie kominiarek ograniczających działanie gazu łzawiącego.
W nocy z 29 na 30 kwietnia 1982 r. w Wodzisławiu Śląskim doszło do podłożenia ładunku wybuchowego. Opozycjoniści – górnicy wysadzili w powietrze pomnik z godłem Związku Radzieckiego.
Protesty zorganizowane przez podziemną „Solidarność” w miesięcznicę wprowadzenia stanu wojennego 13 maja 1982 roku nie miały już dużej skali.
31 sierpnia doszło w całym kraju do licznych demonstracji organizowanych przez „Solidarność”. Jednak mimo ostrości protestów pokazały one, że wpływy „Solidarności” słabną. Działacz podziemny Tadeusz Dziechciowski pisał: „Wydaje się, że podziemie nie uzyskało zakładanego celu, demonstracje ograniczyły się w rezultacie do burd lokalnych prowokowanych na ogół przez milicję. (…) Teraz trzeba sobie odpowiedzieć na pytanie, dlaczego tak się stało, dlaczego nie wzięły w nich masowego udziału załogi zakładów pracy. Cokolwiek powiedzą rozgłośnie zachodnie czy podziemne biuletyny, nie zmieni to faktu, że związkowe władze muszą dokonać rzeczowej analizy dotychczasowych metod działania, jeśli nie chcą znaleźć się poza nawiasem rzeczywistości.”.
Lech Wałęsa został wypuszczony z obozu internowania 14 listopada 1982.
31 grudnia 1982 stan wojenny został zawieszony. Do tej decyzji przyczyniła się mała skala protestów społecznych zapowiadanych przez podziemną „Solidarność” na 10 listopada 1982 roku.

## Represje

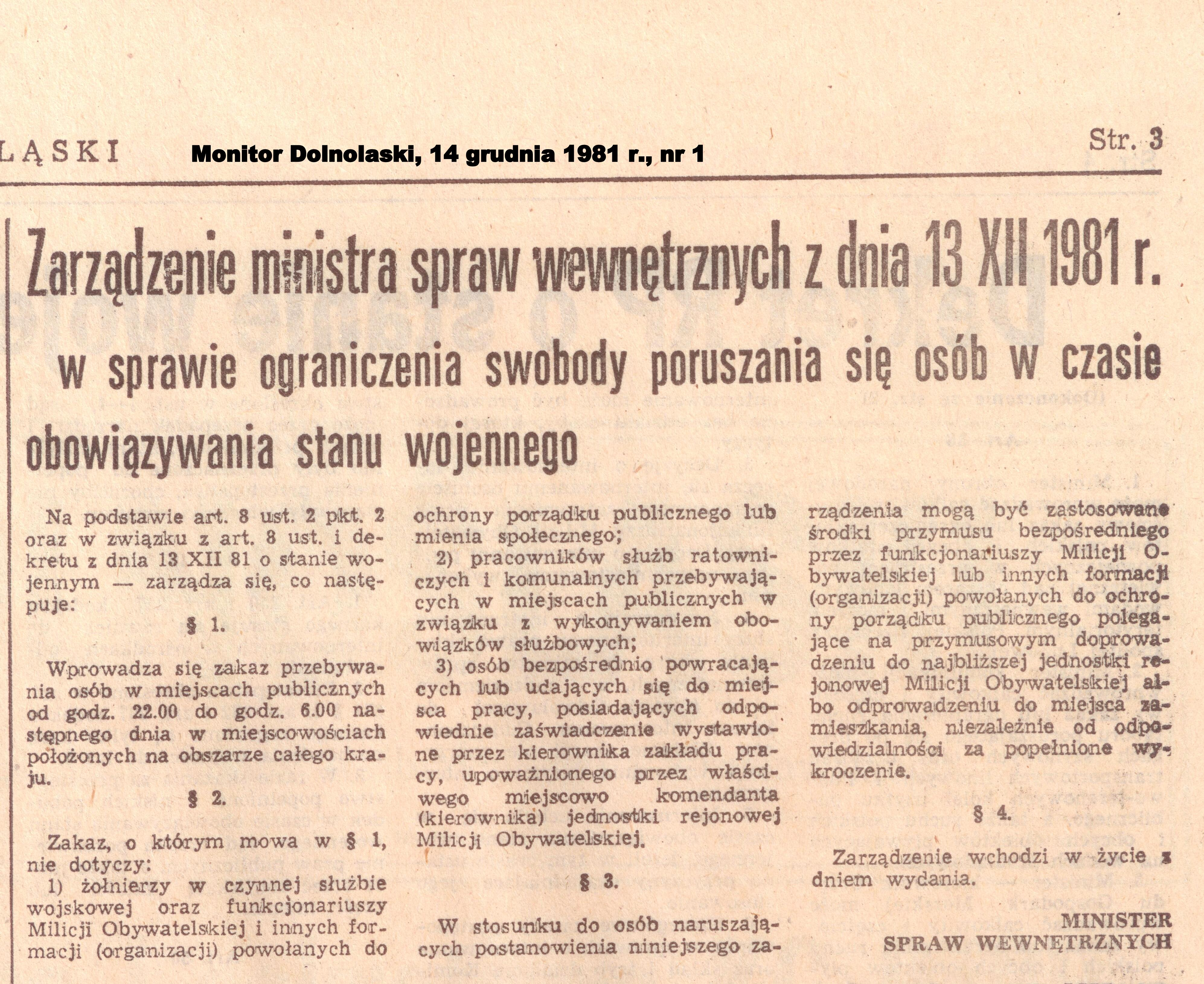
Zarządzenie ministra spraw wewnętrznych w sprawie godziny milicyjnej

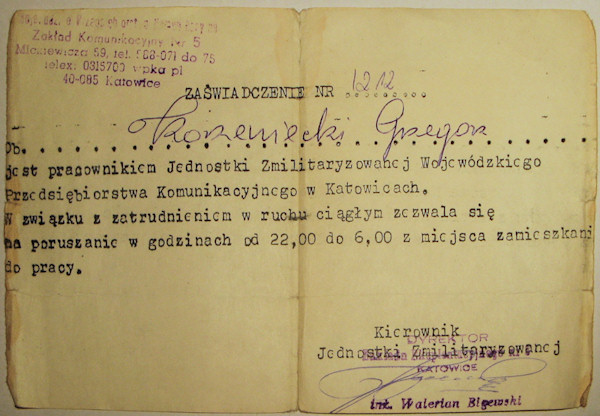
Przepustka zezwalająca na poruszanie w godzinach od 22 do 6 z miejsca zamieszkania do miejsca pracy

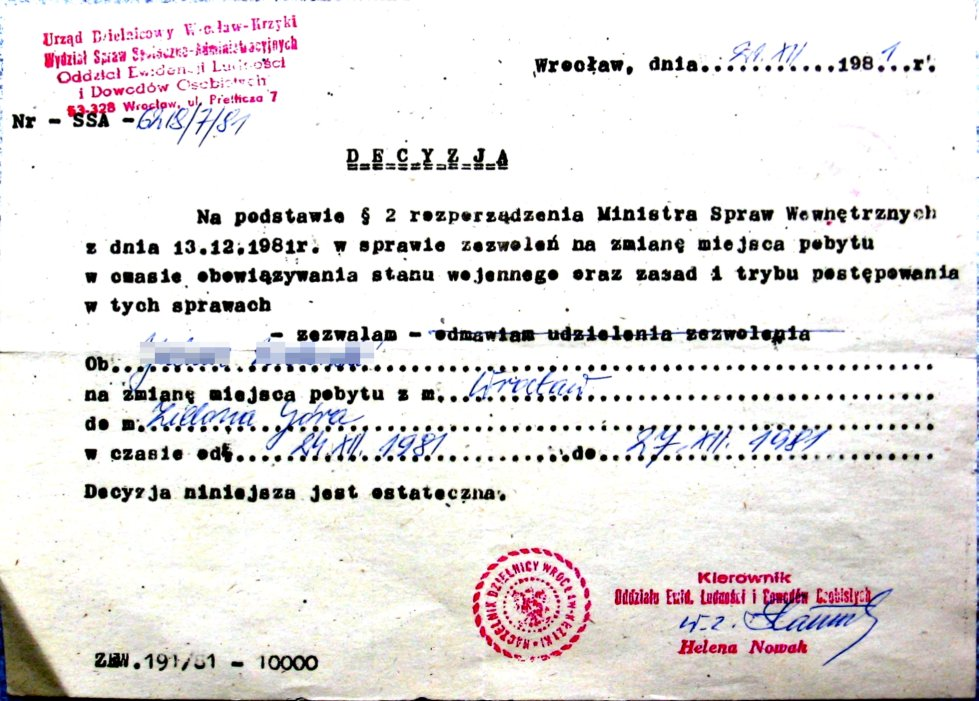
Jednorazowa przepustka zezwalająca na wyjazd na święta do innego miasta

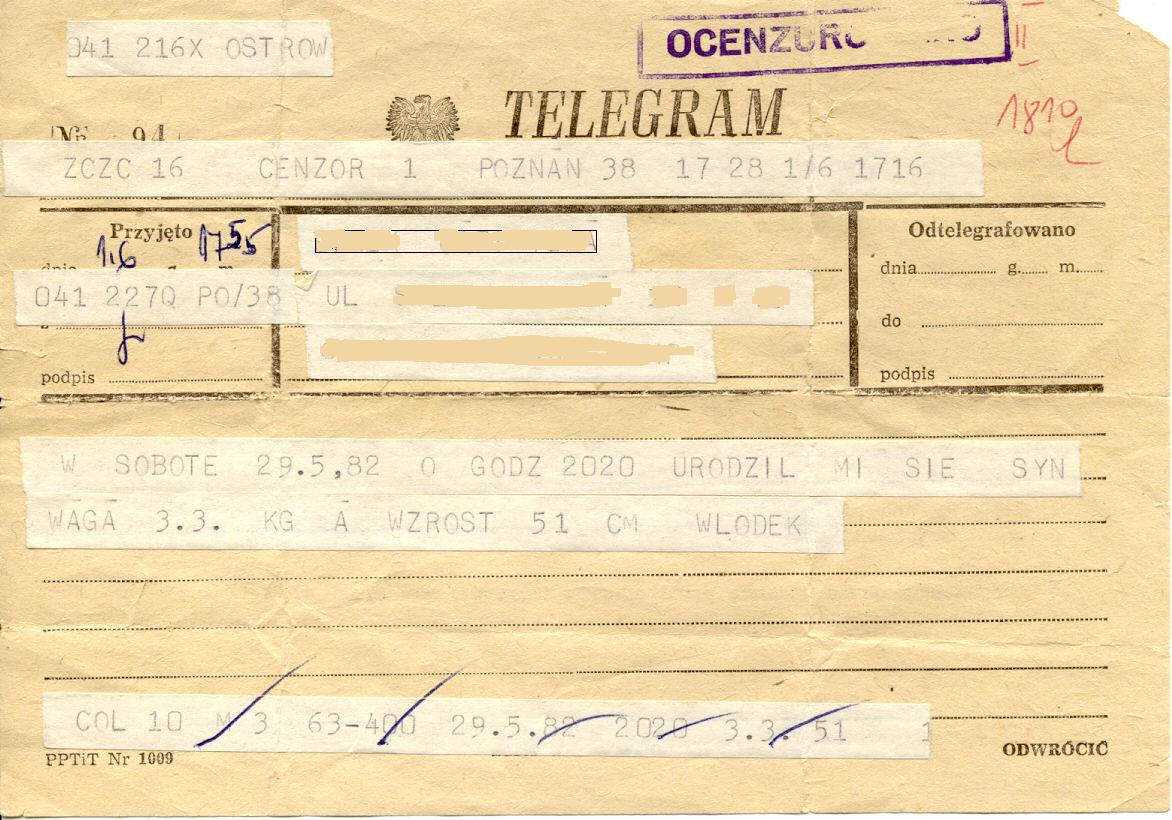
Ocenzurowany telegram z okresu stanu wojennego

W ciągu pierwszego tygodnia trwania stanu wojennego w więzieniach i ośrodkach internowania znalazło się ok. 5 tys. osób. Ogółem, w okresie trwania stanu wojennego, zostało internowanych ok. 10 tys. osób, w tym ok. 300 kobiet, w 49 ośrodkach internowania na terenie całego kraju. Byli to głównie przywódcy NSZZ „Solidarność”, doradcy związku i związani z nim intelektualiści (m.in. na fali aresztowań zamknięto trwający w Warszawie Kongres Kultury Polskiej) oraz działacze opozycji demokratycznej. Dalszym 4 tys. osób, głównie przywódcom oraz uczestnikom strajków i protestów, już 24 grudnia 1981 przedstawiono zarzuty prokuratorskie i osądzono, zwykle na kary więzienia. Najwyższy wyrok otrzymała działaczka opozycyjna Ewa Kubasiewicz, skazana przez Sąd Marynarki Wojennej na 10 lat więzienia, za udział w organizacji strajku w Wyższej Szkole Morskiej w Gdyni. Na kary do 7 lat więzienia skazano 4 przywódców Konfederacji Polski Niepodległej, których proces zaczął się jeszcze przed 13 grudnia. Powszechną praktyką było zwalnianie działaczy NSZZ „Solidarność” z pracy i zmuszanie ich do emigracji z kraju.
28 grudnia, po stłumieniu ostatnich strajków w kopalni „Piast”, z pracy w tym zakładzie wyrzucono 2 tys. robotników – masowe zwolnienia załóg w strajkujących zakładach stosowano w skali całego kraju, z większą lub mniejszą intensywnością. 31 sierpnia 1982, podczas protestów w drugą rocznicę porozumień sierpniowych, w 34 województwach zatrzymano ponad 5 tys. ludzi – 3 tys. stanęło pod różnymi zarzutami przed kolegiami do spraw wykroczeń, a 126 osobom wytoczono procesy sądowe. W wyniku akcji weryfikacyjnej środowisk dziennikarskich z zajmowanych stanowisk zwolniono 800 osób. Niektóre gazety zostały zlikwidowane, np. „Kultura” czy „Czas”.
Karano także organizacje zrzeszające działaczy studenckich, twórców i artystów, które nie chciały się podporządkować – 5 stycznia 1982 zdelegalizowano Niezależne Zrzeszenie Studentów (wielu jego członków aresztowano), 20 marca 1982 zlikwidowano Stowarzyszenie Dziennikarzy Polskich, w 1983 rozwiązano Związek Polskich Artystów Plastyków, Związek Literatów Polskich, oraz zarząd Polskiego PEN Clubu. Represje wobec intelektualistów oraz brak perspektyw materialnych i wolności politycznej, spowodowały w następnych latach emigrację tysięcy naukowców, lekarzy, inżynierów. Po 1981 dodatkowo nasilał się trend emigracji ludzi młodych, przed 35 rokiem życia – do 1986 za granicą pozostawało kilkaset tysięcy osób nie wierzących w możliwości ewolucji ustroju socjalistycznego i niewidzących dla siebie większych perspektyw w kraju.
W samej PZPR doszło do zwolnień i likwidacji części terenowych struktur partyjnych. Do 20 grudnia funkcję straciło 500 członków partii, a kilkadziesiąt organizacji partyjnych zlikwidowano. Aresztowano także, głównie dla efektu propagandowego, znanych działaczy komunistycznych, m.in. Edwarda Gierka, Piotra Jaroszewicza oraz Edwarda Babiucha, kojarzonych z poprzednimi ekipami rządzącymi. Powyższa sytuacja oraz rozczarowanie polityką władz, spowodowały, iż do 1983 z szeregów PZPR wystąpiło 850 tys. jej członków (w tym ok. 33% wchodzących w jej skład robotników i chłopów).
W 2006 Instytut Pamięci Narodowej oszacował liczbę ofiar śmiertelnych stanu wojennego (w okresie od 13 grudnia 1981 do 22 lipca 1983), które poniosły śmierć (głównie śmiertelne postrzały i pobicia) podczas strajków i manifestacji na 56 osób. Z kolei Nadzwyczajna Komisja Sejmowa do zbadania działalności MSW ustaliła, że na skutek działań funkcjonariuszy MSW od wprowadzenia stanu wojennego do 1989 roku miało miejsce nie mniej niż 91 udokumentowanych przypadków zgonów. Jest możliwe, że całkowita liczba ofiar śmiertelnych sięga ponad 100 osób (nie wyjaśniono ok. 90 przypadków tajemniczych morderstw politycznych dokonanych przed i po 1989). Listy ofiar i przyczyny ich śmierci próbował ustalać także Komitet Helsiński, ogłaszając w 1989 raport zawierający listę nazwisk represjonowanych i ofiar śmiertelnych stanu wojennego.

## Skutki gospodarcze

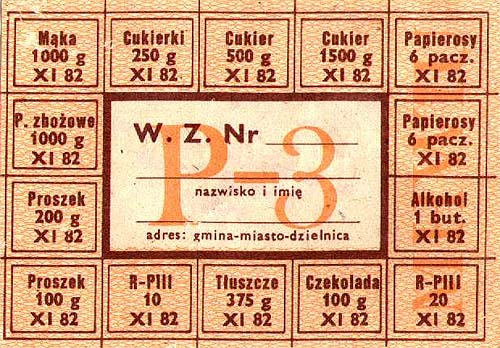
Kartka żywnościowa

Wprowadzenie stanu wojennego nie poprawiło niekorzystnej sytuacji gospodarczej w Polsce i nie usunęło oznak zapaści gospodarczej kraju. Władze zapowiedziały wdrożenie reformy gospodarczej począwszy od 1 stycznia 1982 (będącej elementem systemu tzw. normalizacji). Pierwszym efektem tych działań było jednak tylko wprowadzenie od 1 lutego 1982 podwyżki cen żywności średnio o 241 procent, a także opału i energii średnio o 171 procent. Wzrosty cen władze próbowały wynagrodzić społeczeństwu systemem ograniczonych rekompensat, które w praktyce okazały się niewystarczające. W roku 1982 nastąpił spadek realnych dochodów ludności średnio o 30 procent, w porównaniu do dochodów z roku 1981, a przeprowadzona rewaloryzacja oszczędności nie była w stanie zrównoważyć obniżenia ich wartości. Pojawiające się symptomy kryzysu gospodarczego były wzmacniane koniecznością przeznaczania środków budżetowych na spłatę zadłużenia zagranicznego, które w okresie 1980-1985 wyniosło ponad 50 mld dolarów amerykańskich – spowodowało to deficyt towarów na rynku wewnętrznym, ponieważ Polska zmuszona była zwiększyć eksport, aby wypełnić te zobowiązania.
Strajki i działania roszczeniowe różnych grup społecznych spowodowały w ciągu roku 1982 wzrost poziomu płac realnych do stosunkowo wysokiego poziomu, co nastąpiło dzięki podwyżkom wynagrodzeń i dodatkowym świadczeniom. Nadal nie udawało się osiągnąć równowagi rynkowej, braki na rynku żywnościowym i towarowym zmuszały do utrzymywania systemu reglamentacji wielu artykułów – w 1982 objęła ona m.in. buty (1 para obuwia na osobę na rok) i alkohol (0,5 litra na osobę dorosłą na miesiąc, co spowodowało obniżenie poziomu rocznej konsumpcji alkoholu do 4,3 litra w 1982, w stosunku do 6 litrów pod koniec lat 70. – spadek ten był spowodowany także zjawiskiem nielegalnej produkcji oraz deklaracjami prohibicyjnymi robotników).
Podstawowym mechanizmem napędzania gospodarki w latach 1982–1984 stało się wydłużenie czasu pracy oraz zmiany w strukturze importu. W 1983 władzom udało się dzięki temu zahamować spadek dochodu narodowego (oficjalnie tłumaczony jako efekt amerykańskich sankcji gospodarczych), jednak w 1985 roku dochód ten nadal był niższy o 20% w stosunku do poziomu z roku 1979. W okresie 1982–1986 wzrosła produkcja przemysłowa o 20 procent, w tym samym okresie wzrosła również produkcja rolnicza – średnio o 12 procent. Narastała presja inflacyjna, co wiązało się z wcześniejszymi ustępstwami władz w zakresie ograniczonego wzrostu wynagrodzeń. W okresie 1981–1985 inflacja w zakresie tylko cen urzędowych wyniosła 15 procent. Mimo zablokowania inwestycji państwowych, nie powiodły się próby ograniczenia deficytu budżetowego, który równoważono dodrukowywaniem nowego pieniądza (tzw. pustego pieniądza) – co było dodatkowym czynnikiem napędzającym wzrost inflacji.
Pozostałe elementy wprowadzanej od 1982 tzw. reformy gospodarczej nie były wprowadzane w pełnym zakresie, a ich wdrażanie następowało w powolnym tempie. Próbowano wprowadzić pewne elementy gospodarki rynkowej, równolegle zachowując pełną kontrolę nad gospodarką centralnie planowaną – co stanowiło sprzeczność samą w sobie, ponieważ rezygnacja z pryncypiów systemu gospodarki socjalistycznej była niemożliwa z przyczyn politycznych. Niepowodzenia w zakresie reform gospodarczych wzmacniane były również niewydolnością systemu nomenklatury i niekompetencją aparatu gospodarczego. Poszukiwano wobec tego rozwiązań cząstkowych, które nie prowadziły do osiągnięcia realnych efektów i nie przyniosły w efekcie istotnych zmian.

## Aspekt prawny wprowadzenia stanu wojennego[67][68]

### Podstawa prawna wprowadzenia stanu wojennego
Podstawą prawną do wprowadzenia stanu wojennego był art. 33 ust. 2 Konstytucji PRL (według nowej numeracji przyjętej w 1976 r.), który stanowił:
Rada Państwa może wprowadzić stan wojenny na części lub na całym terytorium Polskiej Rzeczypospolitej Ludowej, jeżeli wymaga tego wzgląd na obronność lub bezpieczeństwo państwa. Z tych samych powodów Rada Państwa może ogłosić częściową lub powszechną mobilizację.
Rada Państwa była jedynym organem uprawnionym do podejmowania decyzji o wprowadzeniu stanu wojennego, a ówczesna ustawa zasadnicza nie przewidywała żadnych ograniczeń czasowych co do podjęcia przez nią takiej decyzji (inaczej niż w przypadku wprowadzenia stanu wojny: wówczas mogła to uczynić – zgodnie z art. 33 ust. 1 in fine Konstytucji – tylko między sesjami Sejmu).

### Reżim prawny stanu wojennego
Przy podejmowaniu decyzji o wprowadzeniu stanu wojennego powstał problem luki w prawie: pod rządami Konstytucji z 1952 r. nie uregulowano żadnym aktem rangi ustawowej materii dotyczącej funkcjonowania władz państwa oraz aparatu administracyjnego, gospodarki narodowej, a także praw i obowiązków obywateli w czasie obowiązywania stanu wojennego. Ustawa z dnia 23 czerwca 1939 r. o stanie wojennym (Dz.U. z 1939 r. nr 57, poz. 366) została „milcząco derogowana” po II wojnie światowej, a ponadto nie pasowała do ówczesnego modelu ustrojowego państwa.
Rada Państwa na podstawie art. 30 ust. 1 pkt 5 Konstytucji była upoważniona do wydawania dekretów z mocą ustawy. Jednakże art. 31 ust. 1 Konstytucji ograniczał to prawo do okresów między sesjami Sejmu. W grudniu 1981 r. trwała sesja Sejmu, pomimo to zdecydowano się na wydanie – „w związku z art. 33 ust. 2 Konstytucji”, jak określono w jego arendze – Dekretu o stanie wojennym (Dz.U. z 1981 r. nr 29, poz. 154) oraz Dekretu o postępowaniach szczególnych w sprawach o przestępstwa i wykroczenia w czasie obowiązywania stanu wojennego (Dz.U. z 1981 r. nr 29, poz. 156) i Dekretu o przekazaniu do właściwości sądów wojskowych spraw o niektóre przestępstwa oraz o zmianie ustroju sądów wojskowych i wojskowych jednostek organizacyjnych Prokuratury Polskiej Rzeczypospolitej Ludowej w czasie obowiązywania stanu wojennego (Dz.U. z 1981 r. nr 29, poz. 157). Tym samym przy wydaniu tych dekretów zostały naruszone przepisy konstytucyjne.
6 stycznia 1982 r. Rada Państwa przekazała do zatwierdzenia Sejmowi dekrety dotyczące stanu wojennego.
25 stycznia 1982 r. Sejm, „mając na względzie, że dla efektywnego przywracania pokoju społecznego i odbudowy życia gospodarczego kraju było niezbędne podjęcie nadzwyczajnych środków prawnych nieprzewidzianych w dotychczasowych ustawach”, uchwalił Ustawę o szczególnej regulacji prawnej w okresie stanu wojennego (Dz.U. z 1982 r. nr 3, poz. 18), którą zatwierdził z mocą od 12 grudnia 1981 r. powyższe dekrety.
Zdaniem Andrzeja Gwiżdża, Romualda Kraczkowskiego, Jerzego Stembrowicza, czy Zbigniewa Witkowskiego ustawa sejmowa konwalidowała nieprawidłowości, jakie wystąpiły przy wydaniu dekretów dotyczących stanu wojennego. Odmienne stanowisko zajmuje Lech Gardocki, którego zdaniem „Sejm mógł tylko zatwierdzić dekrety wydane między [jego] sesjami”.

### Pierwsza próba osądzenia organizatorów stanu wojennego
6 grudnia 1991 roku grupa 51 posłów z Klubu Parlamentarnego Konfederacji Polski Niepodległej złożyła do Marszałka Sejmu wstępny wniosek o pociągnięcie do odpowiedzialności konstytucyjnej oraz do odpowiedzialności karnej osób odpowiedzialnych za wprowadzenie stanu wojennego. Wniosek obejmował 26 osób: wszystkich członków Rady Państwa (która z naruszeniem postanowień art. 31. ust. 1 Konstytucji PRL podjęła uchwałę o wprowadzeniu tego stanu) oraz wszystkich członków Wojskowej Rady Ocalenia Narodowego (która administrowała krajem w okresie stanu wojennego). Autorem wniosku był poseł KPN Mirosław Lewandowski, który w Sejmie uzasadniał celowość osądzenia osób w związku z wprowadzeniem i realizacją stanu wojennego. Sprawę skierowano do sejmowej komisji odpowiedzialności konstytucyjnej, która nie zakończyła prac przed upływem kadencji Sejmu w 1993 roku. Postępowanie kontynuowano w Sejmie II Kadencji. Mimo sprzeciwu Klubu Parlamentarnego KPN i BBWR, Sejm 23 października 1996 roku podjął uchwałę o umorzeniu postępowania w tej sprawie (M.P. 1996 Nr 67, poz. 629).

### Proces karny organizatorów stanu wojennego

#### Oskarżeni i zarzuty
16 kwietnia 2007 roku Okręgowa Komisja Ścigania Zbrodni przeciwko Narodowi Polskiemu w Katowicach zakończyła śledztwo i skierowała do Sądu Rejonowego dla Warszawy-Śródmieścia akt oskarżenia przeciwko organizatorom stanu wojennego. Oskarżeni zostali czterej członkowie WRON: Wojciech Jaruzelski (Prezes Rady Ministrów, minister obrony narodowej, I Sekretarz KC PZPR), Tadeusz Tuczapski (Sekretarz Komitetu Obrony Kraju, Główny Inspektor Obrony Terytorialnej, Wiceminister Obrony Narodowej), Florian Siwicki (Szef Sztabu Generalnego Wojska Polskiego, Wiceminister Obrony Narodowej, członek Komitetu Obrony Kraju), Czesław Kiszczak (minister spraw wewnętrznych). Pozostałymi oskarżonymi byli: Stanisław Kania (I Sekretarz KC PZPR do października 1981), troje jedynych żyjących członków Rady Państwa z 1981 roku (Emil Kołodziej, Krystyna Marszałek-Młyńczyk i Eugenia Kempara) oraz Tadeusz Skóra (podsekretarz stanu w Ministerstwie Sprawiedliwości). Oskarżonym z tej grupy postawiono różne zarzuty:
- popełnienie zbrodni komunistycznej polegającej na kierowaniu zorganizowanym związkiem przestępczym o charakterze zbrojnym, mającym na celu popełnianie przestępstw polegających na pozbawianiu wolności poprzez internowanie i wykonywanie kar pozbawienia wolności orzeczonych za czyny wcześniej niekaralne oraz innych przestępstw przeciwko wolności, a nadto naruszaniu nietykalności cielesnej, tajemnicy korespondencji oraz praw pracowniczych obywateli polskich (Jaruzelski);
- popełnienie zbrodni komunistycznej polegającej na udziale w zorganizowanym związku przestępczym o charakterze zbrojnym (Tuczapski, Siwicki, Kiszczak, Kania);
- dopuszczenie się zbrodni komunistycznej poprzez nakłanianie członków Rady Państwa do przekroczenia przysługujących im uprawnień poprzez uchwalenie w czasie trwania sesji Sejmu PRL, wbrew treści art. 31 ust. 1 Konstytucji PRL dekretów o stanie wojennym (Jaruzelski, Tuczapski, Skóra);
- przekroczenie uprawnień poprzez uchwalenie wbrew treści art. 31 ust. 1 Konstytucji PRL dekretów o stanie wojennym (Kołodziej, Marszałek-Młyńczyk, Kempara).

#### Kalendarium procesu i wyroki
- Sąd Rejonowy przekazał w lipcu 2007 roku postępowanie do rozpoznania Sądowi Okręgowemu w Warszawie, gdzie toczyło się ono do końca[82].
- Akt oskarżenia został 14 maja 2008 zwrócony przez sąd ze względu na „istotne braki śledztwa”. Sędzia uznała, że prokuratorzy KŚZpNP nie wykonali „typowych czynności śledczych”, opinie biegłych są „niepełne, nieaktualne i sprzeczne ze sobą”, a także „rozbieżne m.in. co do groźby interwencji ZSRR”. Sąd zalecił m.in. powołanie zespołu biegłych historyków, uznając, że śledczy KŚZpNP tego nie uczynili[83]. Sąd Apelacyjny w Warszawie uchylił decyzję sądu okręgowego o zwrocie sprawy uzasadniając to faktem, że sąd nie zajmuje się „oceną merytorycznej zasadności wprowadzenia stanu wojennego”, lecz „prawnymi aspektami zachowań przypisywanych oskarżonym”[84].
- 14 maja 2008 roku sąd umorzył postępowanie wobec Krystyny Marszałek-Młyńczyk z uwagi na śmierć oskarżonej[81].
- 22 września 2008 roku sąd wyłączył do oddzielnego postępowania sprawę Emila Kołodzieja ze względu na zły stan zdrowia oskarżonego.12 października 2011 r. zapadł wyrok, w którym sąd umorzył postępowanie z uwagi na przedawnienie karalności popełnionego czynu. Niemniej w uzasadnieniu wyroku sąd orzekł, że oskarżony uczestnicząc w uchwaleniu dekretów Rady Państwa, przekroczył przysługujące mu uprawnienia oraz działał na szkodę interesu publicznego przez jaskrawe ograniczenie praw konstytucyjnych[85][86].
- 5 lutego 2009 roku sąd umorzył postępowanie wobec Tadeusza Skóry stwierdzając, iż oskarżony jest sędzią w stanie spoczynku, przez co chroni go immunitet (z uwagi na co jego sprawa została wyłączona do odrębnego postępowania we wrześniu 2008 roku)[81][87].
- Tadeusz Tuczapski zmarł w kwietniu 2009 w trakcie postępowania, pozostając w stanie oskarżenia.
- 14 września 2009 r. sąd zawiesił postępowanie wobec Floriana Siwickiego z uwagi na zły stan zdrowia. Sprawa pozostała w zawieszeniu do śmierci oskarżonego w marcu 2013 roku[88].
- 1 sierpnia 2011 r. sąd wyłączył do odrębnego postępowania sprawę Wojciecha Jaruzelskiego, ze względu na opinię biegłych, którzy orzekli, iż stan zdrowia oskarżonego nie pozwala mu na wzięcie udziału w postępowaniu. W związku z powyższym Sąd Okręgowy w dniu 8 sierpnia 2011 r. zawiesił postępowanie w sprawie. 6 lipca 2013 roku w hotelu Hyatt w Warszawie odbyły się urodziny Jaruzelskiego zorganizowane przez Fundację Amicus Europae Aleksandra Kwaśniewskiego. W imprezie uczestniczyło ok. 100 gości, w tym sam Jaruzelski, który, według relacji jednego z uczestników „był w dobrej formie” i „opowiadał ciekawe anegdoty ze swojego życia”[89]. W związku z tym w lipcu 2013 roku KŚZpNP zwróciła się do sądu o weryfikację opinii biegłych w sprawie udziału oskarżonego w postępowaniu. W marcu 2014 roku biegli podtrzymali swoją wcześniejszą opinię. 5 czerwca 2014 roku postępowanie wobec Jaruzelskiego umorzono, ze względu na śmierć oskarżonego w maju 2014 roku[90].
- 12 stycznia 2012 roku sąd wydał wyrok w sprawie Czesława Kiszczaka, Stanisława Kani oraz Eugenii Kempary. Czesława Kiszczaka sąd uznał za winnego zarzucanych mu czynów i skazał go na 4 lata pozbawienia wolności, złagodzone na mocy amnestii o połowę jednocześnie warunkowo zawieszając wykonanie kary na pięć lat. W uzasadnieniu sąd wskazał, że grupa najwyższych dowódców LWP (Jaruzelski, Tuczapski, Siwicki i Kiszczak) weszła w tajne porozumienie, które stanowiło związek przestępczy o charakterze zbrojnym. Jego uczestnicy mieli pełną świadomość, że wprowadzenie stanu wojennego z wykorzystaniem uprawnień Rady Państwa do wydawania dekretów z mocą ustawy w czasie trwającej sesji sejmu będzie nielegalne[91]. W tym samym wyroku Stanisława Kanię sąd uniewinnił, natomiast postępowanie wobec Eugenii Kempary umorzył ze względu na przedawnienie. Niemniej, w uzasadnieniu sąd uznał, że oskarżona jako członek Rady Państwa swoim działaniem przekroczyła swoje uprawnienia, przy czym świadomość, a zatem też umyślność jej czynu nie może budzić wątpliwości i tym samym jest winna zarzucanego jej w akcie oskarżenia przestępstwa[91].
- 15 czerwca 2015 roku Sąd Apelacyjny w Warszawie utrzymał w mocy zaskarżony przez obrońcę Czesława Kiszczaka (w części dotyczącej oskarżonego) wyrok ze stycznia 2012 roku[92].

### Stanowisko Trybunału Konstytucyjnego
Trybunał Konstytucyjny w pełnym składzie w wyroku z dnia 16 marca 2011 r. (sygn. akt K 35/08), z wniosku Rzecznika Praw Obywatelskich, orzekł, że Dekret z dnia 12 grudnia 1981 r. o stanie wojennym (Dz.U. Nr 29, poz. 154) oraz Dekret z dnia 12 grudnia 1981 r. o postępowaniach szczególnych w sprawach o przestępstwa i wykroczenia w czasie obowiązywania stanu wojennego (Dz.U. Nr 29, poz. 156) były niezgodne z art. 7 Konstytucji Rzeczypospolitej Polskiej w związku z art. 31 ust. 1 Konstytucji Polskiej Rzeczypospolitej Ludowej oraz z art. 15 ust. 1 Międzynarodowego Paktu Praw Obywatelskich i Politycznych, otwartego do podpisu w Nowym Jorku dnia 19 grudnia 1966 r. (Dz.U. z 1977 r. Nr 38, poz. 167).
Ponadto Trybunał postanowił umorzyć postępowanie:
1. na podstawie art. 39 ust. 1 pkt 1 ustawy z dnia 1 sierpnia 1997 r. o Trybunale Konstytucyjnym (Dz.U. Nr 102, poz. 643 ze zm.) – w zakresie badania zgodności Uchwały Rady Państwa z dnia 12 grudnia 1981 r. w sprawie wprowadzenia stanu wojennego ze względu na bezpieczeństwo Państwa (Dz.U. Nr 29, poz. 155) z art. 7 Konstytucji RP w związku z art. 8 ust. 2 i 3 oraz art. 31 ust. 1 Konstytucji PRL ze względu na niedopuszczalność wydania wyroku,
2. na podstawie art. 39 ust. 1 pkt 1 ustawy o Trybunale Konstytucyjnym – w zakresie badania zgodności Dekretu z dnia 12 grudnia 1981 r. o przekazaniu do właściwości sądów wojskowych spraw o niektóre przestępstwa oraz o zmianie ustroju sądów wojskowych i wojskowych jednostek organizacyjnych Prokuratury Polskiej Rzeczypospolitej Ludowej w czasie obowiązywania stanu wojennego (Dz.U. Nr 29, poz. 157) z art. 7 Konstytucji RP w związku z art. 8 ust. 2 i 3 oraz art. 31 ust. 1 Konstytucji PRL ze względu na zbędność wydania wyroku,
3. na podstawie art. 39 ust. 1 pkt 3 ustawy o Trybunale Konstytucyjnym – w zakresie badania zgodności Ustawy z dnia 25 stycznia 1982 r. o szczególnej regulacji prawnej w okresie stanu wojennego (Dz.U. Nr 3, poz. 18) z art. 7 Konstytucji RP w związku z art. 31 ust. 1 i art. 8 ust. 2 i 3 Konstytucji PRL ze względu na utratę mocy obowiązującej przepisów.

Orzeczenie Trybunału Konstytucyjnego oznacza, że wypowiedział się on merytorycznie wyłącznie w kwestii aktów normatywnych dotyczących funkcjonowania państwa podczas obowiązywania stanu wojennego, uznając ich wydanie przez Radę Państwa w okresie sesji Sejmu jako naruszenie konstytucyjnej zasady legalizmu.
Trybunał nie wypowiedział się natomiast w sprawie samego aktu wprowadzenia stanu wojennego przez Radę Państwa, ponieważ Uchwała z dnia 12 grudnia 1981 r. w sprawie wprowadzenia stanu wojennego ze względu na bezpieczeństwo Państwa (Dz.U. Nr 29, poz. 155) była dyskrecjonalnym aktem stosowania prawa, a przez to nie mieści się w kognicji polskiego sądu konstytucyjnego (art. 188 Konstytucji).

### Upamiętnienie wydarzeń 13 grudnia
13 grudnia na grobie gen. Wojciecha Jaruzelskiego kwiaty składają zwolennicy wprowadzenia stanu wojennego, w tym Zjednoczenie Patriotyczno-Robotnicze „Grunwald” i Stowarzyszenie Spadkobierców Polskich Kombatantów II Wojny Światowej.
Stan wojenny został pozytywnie upamiętniony w piosence zespołu Sztorm 68 pt. „Dziękujemy (13 grudnia)”, w której zespół wyraża podziękowanie milicjantom, żołnierzom oraz gen. Wojciechowi Jaruzelskiemu.
13 grudnia każdego roku w wielu miastach Polski odbywają się liczne marsze, pikiety, konferencje i inscenizacje wprowadzenia stanu wojennego. Na przykład w Łodzi wolontariusze ubrani w mundury ZOMO odwiedzają bary w centrum miasta, by przypominać o kolejnej rocznicy wydarzeń.
13 grudnia 2021, w 40. rocznicę wprowadzenia stanu wojennego, Instytut Pamięci Narodowej udostępnił Bazę Internowanych zawierającą informacje o osobach internowanych oraz o miejscach odosobnienia.

## Ocena

### Opinie historyków
Norman Davies nazwał wprowadzenie polskiego stanu wojennego z 1981 przez gen. Wojciecha Jaruzelskiego „najdoskonalszym zamachem wojskowym w historii nowożytnej Europy”. Zdaniem Andrzeja Ajnenkiela stan wojenny był sui generis wojskowym zamachem stanu. W opinii Wojciecha Roszkowskiego „pod względem prawnym stan wojenny był zamachem stanu”. Andrzej Friszke stwierdza, iż wydanie decyzji o wprowadzeniu stanu wojennego przez Radę Państwa, w trakcie trwającej sesji Sejmu było „złamaniem prawa”, oraz że w istocie „chodziło o faktyczny zamach stanu”. Andrzej Paczkowski stwierdzał, że alternatywą wobec stanu wojennego mogło być „sprzężenie między twardogłowymi a Kremlem” – co oznaczałoby zwycięstwo w Polsce gorszego wariantu niż „mniejsze zło”. „(..) koszty polityczne, ale przede wszystkim ludzkie, przejęcia władzy przez beton i zarządzanie stanem wojennym przez „towarzysza Szmaciaka” mogłyby okazać się niewspółmiernie większe niż te, które Polska i Polacy zapłacili po 13 grudnia” – twierdzi historyk. Adam Michnik jeszcze w 1982 roku pisał w podziemiu: „Grudniowy zamach wojskowy nie miał na celu realizacji komunistycznej utopii – była to klasyczna kontrrewolucja robotnicza, dokonana w imię obrony konserwatywnych interesów ancien régime’u” i dodawał pytanie, „czy godząc w „Solidarność”, Jaruzelski nolens volens – nie uczynił również fikcyjną władzy partyjnego aparatu. Dotychczas rządził aparat partyjny, a wojsko było jego zbrojnym ramieniem; być może dziś rządzi aparat wojskowy, a partia stanowi dla tych rządów fasadę”.

### Opinia społeczna
Według ankiet przeprowadzanych przez lata przez Centrum Badania Opinii Społecznej rozkład ocen w stosunku do decyzji o wprowadzeniu stanu wojennego był następujący:
- 1994 r. – 54% za, 23% – przeciw, 23% – trudno powiedzieć;
- 1996 r. – 54% za, 30% – przeciw, 16% – trudno powiedzieć;
- 2001 r. – 51% za, 25% – przeciw, 24% – trudno powiedzieć;
- 2011 r. – 44% za, 34% – przeciw, 22% – trudno powiedzieć[104];
- 2016 r. – 41% za, 35% – przeciw, 24% – trudno powiedzieć[105].

Według ankiet przeprowadzanych przez Ośrodek Badania Opinii Publicznej rozkład ocen w stosunku do decyzji o wprowadzeniu stanu wojennego był następujący:
- 1991 r. – 53% za, 35% – przeciw, 12% – trudno powiedzieć;
- 2001 r. – 49% za, 27% – przeciw, 24% – trudno powiedzieć[106];
- 2011 r. – 51% za, 27% – przeciw, 22% – trudno powiedzieć[107];
- 2012 r. – 43% za, 35% – przeciw, 22% – trudno powiedzieć[108].

Według ankiet przeprowadzanych przez Pentor rozkład ocen w stosunku do decyzji o wprowadzeniu stanu wojennego był następujący:
- 1995 r. – 49% za, 27% – przeciw, 24% – trudno powiedzieć;
- 2002 r. – 54% za, 19% – przeciw, 27% – trudno powiedzieć;
- 2010 r. – 41% za, 33% – przeciw, 27% – trudno powiedzieć[109].

### Argumenty za wprowadzeniem stanu wojennego
Gen. Wojciech Jaruzelski po latach utrzymywał, że jeśli stan wojenny nie zostałby wprowadzony, prawdopodobnie wojska radzieckie wkroczyłyby do Polski. Na poparcie tej tezy są przytaczane następujące argumenty:
- Doktryna Breżniewa w 1981 nadal obowiązywała, a za jej bezwzględne egzekwowanie odpowiedzialna była między innymi Armia Radziecka, która na początku lat 80. nadal była doskonale wyposażona i wyszkolona. Także inne armie państw Układu Warszawskiego: CzAL i NAL NRD były gotowe do wkroczenia na teren Polski, gdzie już stacjonowały znaczne zgrupowania Armii Radzieckiej.
- Wcześniejsze wydarzenia na Węgrzech w 1956 i w Czechosłowacji w 1968, zaistniałe w innych warunkach geopolitycznych, są przytaczane przez zwolenników wprowadzenia stanu wojennego jako argument na rzecz tezy, że wkroczenie oddziałów armii państw sąsiednich było możliwe.
- Władze polskie odpowiedzialne za los kraju nie mogły grać w „rosyjską ruletkę” i obstawiać, że kremlowscy przywódcy blefują grożąc „braterską pomocą”[110].
- W kwietniu 1981 roku ambasada USA w Warszawie pisała w tajnym raporcie wysłanym do Waszyngtonu: „Istnieje nieznaczna szansa na to że Polska będzie w stanie uniknąć interwencji, ale w dalszym ciągu utrzymuje się opinia, że Rosjanie będą musieli kiedyś wejść. W pewnym momencie Jaruzelski może ogłosić stan wyjątkowy, by nie dopuścić do interwencji. (...) przykład polski byłby straszliwy w swej naturze dla całego imperium. Bilans oceny i doświadczenia wskazuje, że Rosjanie będą musieli kiedyś wejść w dużej liczbie.”[111].
- 10 września 1981 roku władze radzieckie przekazały polskiej stronie rządowej informację, że w związku z sytuacją w Polsce w 1982 roku ZSRR dostarczy do Polski o 64% mniej ropy naftowej i o 47% mniej gazu. Oleju napędowego Polska miała nie uzyskać wcale[112].
- W 1981 roku następował proces rozpadu gospodarki narodowej. Dochód narodowy zmniejszył się o 12% rok do roku[36].
- Profesor Iniessa Jażborowskaja w publikacji wydanej przez Polsko-Rosyjską Komisję do Spraw Trudnych twierdzi, że jeżeli stan wojenny nie zostałby wprowadzony, ZSRR wprowadziłoby w życie plan „B” polegający na usunięciu Jaruzelskiego przy pomocy wojsk radzieckich i zastąpieniu go bardziej uległym byłym ministrem spraw wewnętrznych Mieczysławem Moczarem. Plan ten miał przedstawić w tajnym referacie 11 listopada 1981 roku Michaił Susłow[113]. Alternatywą dla stanu wojennego było zatem sprzysiężenie sił konserwatywnych wewnątrz PZPR z naciskami Kremla, co oznaczałoby koszty polityczne, a przede wszystkim ludzkie, niewspółmiernie większe niż przyniósł stan wojenny[102].
- Z czasem zaostrzała się retoryka działaczy solidarnościowych, grożących rozwiązaniem siłowym. 3 grudnia 1981 roku na spotkaniu Komisji Koordynacyjnej z przewodniczącymi regionów „Solidarności” Lech Wałęsa stwierdził:

Dzisiaj konfrontacja jest nieunikniona i ona będzie. Tylko problem, chciałem do tej konfrontacji dojść naturalnie, wtedy, kiedy prawie wszystkie grupy społeczne będą z nami. Jednak w moich opiniach, obliczeniach pomyliłem się bo myślałem, że jeszcze wytrwamy, wtedy obalimy i te sejmy i te rady itd. (...) Okazuje się, że chyba dalej tą taktyką nie pojedziemy. (...) zmiana systemu nie może się obejść bez targania po szczękach, no nie ma mowy, tylko trzeba ją wygrać.
- Podczas obrad ostatniej Komisji Krajowej „Solidarności” opracowano i przyjęto koncepcję powołania Społecznej Rady Gospodarki Narodowej, która miałaby prawo weta wobec decyzji Rady Ministrów – była to próba instytucjonalizacji anarchii gospodarczej[115].

### Argumenty przeciw wprowadzeniu stanu wojennego
- Przeciwnicy wprowadzenia stanu wojennego podnoszą bezzasadność podjęcia takich środków i ich asymetrię wobec rzeczywistego zagrożenia bezpieczeństwa państwa. Według nich, w grudniu 1981 nie istniało już zagrożenie interwencją ZSRR (realne jeszcze w grudniu 1980). Władze Stanów Zjednoczonych użyły w stosunku do ZSRR ostrzeżenia, że wkroczenie Armii Radzieckiej do Polski spowoduje poważne kłopoty, w jedynym momencie, gdy interwencja ZSRR wydawała się prawdopodobna – w grudniu 1980 (nic nie wiadomo o takim ostrzeżeniu z grudnia 1981).
- Zdaniem przeciwników wprowadzenia stanu wojennego badania historyczne, szczególnie związane ze stenogramami Komisji Susłowa, przeczą tezom o groźbie interwencji. Stenogramy ówcześnie prowadzonych rozmów pomiędzy kierownictwem PRL oraz przedstawicielami ZSRR wskazują, że to ZSRR naciskał na rozwiązanie problemów z „Solidarnością” siłami wyłącznie polskimi. Co więcej, stenogramy wskazują samego gen. Jaruzelskiego jako stronę zabiegającą o pomoc militarną ZSRR w wypadku niepowodzenia stanu wojennego[116]. 8 i 9 grudnia 1981 r. (na bocznicy kolejowej w Brześciu) gen. Jaruzelski spotkał się z marszałkiem Kulikowem i wicepremierem ZSRR Bajbakowem, od których zażądał wsparcia militarnego. Na temat tych żądań debatowano 10 grudnia na posiedzeniu Biura Politycznego KC KPZR. Rosjanie, m.in. bojąc się reakcji innych państw, kategorycznie odrzucili żądania Jaruzelskiego w wyraźny sposób sugerując mu, by sam rozprawił się z opozycją[117]. Dał temu wyraz Jurij Andropow na posiedzeniu radzieckiego politbiura 10 grudnia 1981: Jaruzelski dość uporczywie wysuwa wobec nas żądania ekonomiczne i uzależnia przeprowadzenie operacji Z od pomocy gospodarczej z naszej strony, a nawet, powiem więcej, chce pomocy wojskowej, choć nie mówi tego wprost[118].
- Wprowadzenie stanu wojennego miało powstrzymać dalszą demokratyzację ustroju PRL, czego władze komunistyczne w normalnych warunkach nie mogłyby dokonać. Cała „operacja Z” (taki kryptonim nosił stan wojenny w materiałach Biura Politycznego KC KPZR), była przygotowywana już od czasu strajków sierpniowych w 1980 w konsultacji z politykami radzieckimi.
- Wprowadzenie stanu wojennego było niezgodne z prawem PRL[119].
- Radziecka interwencja w Afganistanie rozpoczęta 25 grudnia 1979 roku, zwiększyła zimnowojenne napięcie zaprzepaszczając plany ograniczenia wyścigu zbrojeń – w połowie 1980 Kongres Stanów Zjednoczonych nie ratyfikował porozumienia w sprawie ograniczenia zbrojeń strategicznych (SALT II) w reakcji na inwazję ZSRR na Afganistan. Istniały uzasadnione obawy, iż wprowadzenie stanu wojennego w Polsce spowoduje podobną reakcję USA i sił NATO w Europie, które uznają ten akt za prowokację, pretekst do występowania w negocjacjach rozbrojeniowych z ZSRR z pozycji siły i zwiększenia liczby rakiet balistycznych średniego zasięgu rozlokowanych w bazach europejskich – tym samym eskalując i tak już napiętą sytuację[120].

## Kalendarium
- 13 grudnia 1981 (niedziela)
  - wprowadzenie stanu wojennego uchwałą Rady Państwa pomimo tego, że uchwała nie była jeszcze opublikowana
  - powołanie do życia (niezgodnie z Konstytucją PRL) Wojskowej Rady Ocalenia Narodowego (WRON), władzę w PRL przejęło wojsko
  - internowano większość członków Komisji Krajowej „Solidarności”, władze utworzyły sieć obozów dla internowanych, wydano 10 132 decyzji o internowaniu w stosunku do 9736 osób.
  - zawieszono naukę w szkołach i na uczelniach
  - przerwano łączność telefoniczną
  - wprowadzono godzinę milicyjną
  - prymas Józef Glemp w kazaniu potępił stan wojenny i zaapelował o spokój, władze komunistyczne bez jego zgody wielokrotnie powtarzały tę wypowiedź w radiu.
- 14 grudnia 1981 (poniedziałek) – pierwszy dzień roboczy stanu wojennego. „Solidarność” w odpowiedzi na wprowadzenie stanu wojennego zaczęła organizować strajki. Jako pierwszy akcję protestacyjną rozpoczął Zakład Zespołów Elektronicznych „UNITRA-UNITECH” w Białogardzie. Wojsko otoczyło Stocznię Gdańską.
- 15 grudnia 1981 – pacyfikacja kopalni „Manifest Lipcowy”, po której ZOMO demonstracją siły w sąsiedniej KWK 1 Maja zmusiło do zakończenia strajku górników z KWK 1 Maja.
- 16 grudnia 1981 – pacyfikacja kopalni Wujek przez ZOMO i wojsko, 9 zastrzelonych i 21 rannych górników oraz 41 rannych milicjantów i żołnierzy, w tym 11 ciężko[121][122]; pacyfikacja Gdańskiej Stoczni Remontowej. Wielogodzinna masowa demonstracja i walki uliczne w Gdańsku.

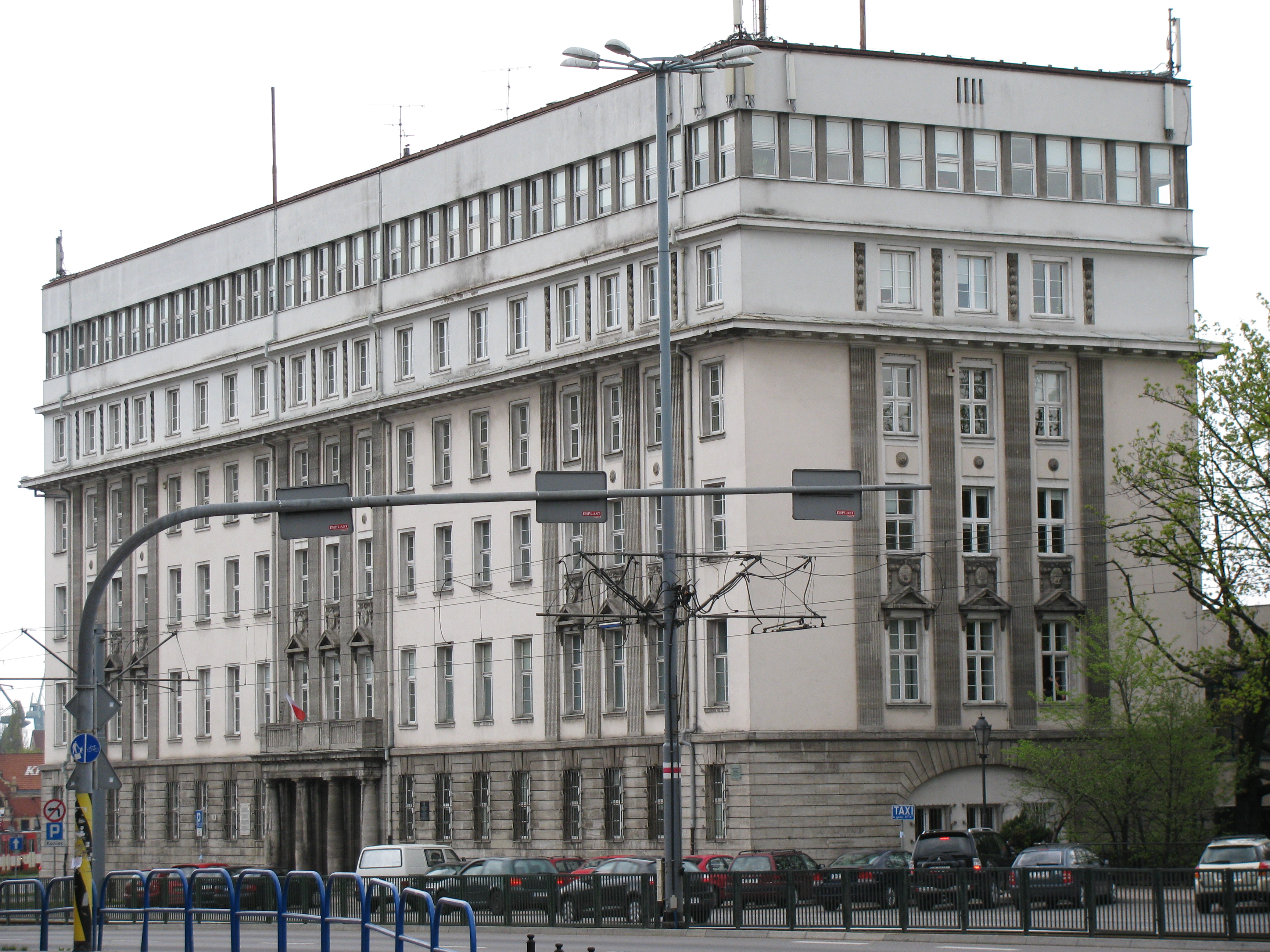
Dawny gmach Komitetu Wojewódzkiego PZPR w Gdańsku, w pobliżu którego 17 grudnia 1981 roku milicja ostrzelała demonstrantów z karabinów maszynowych

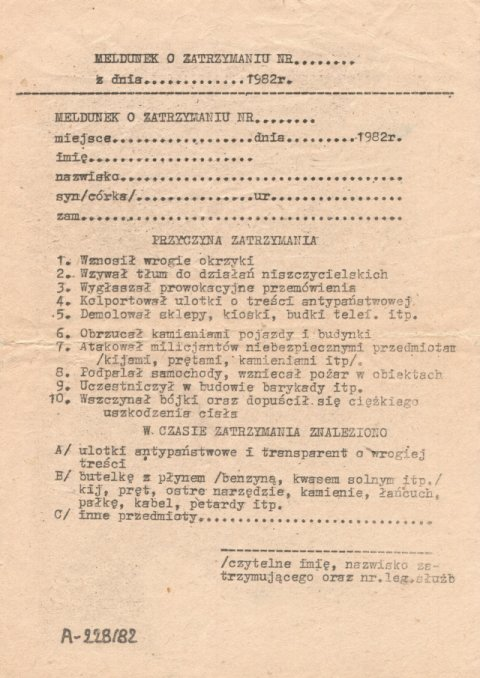
Meldunek o zatrzymaniu – gotowy formularz używany przez funkcjonariuszy Milicji Obywatelskiej w trakcie trwania stanu wojennego

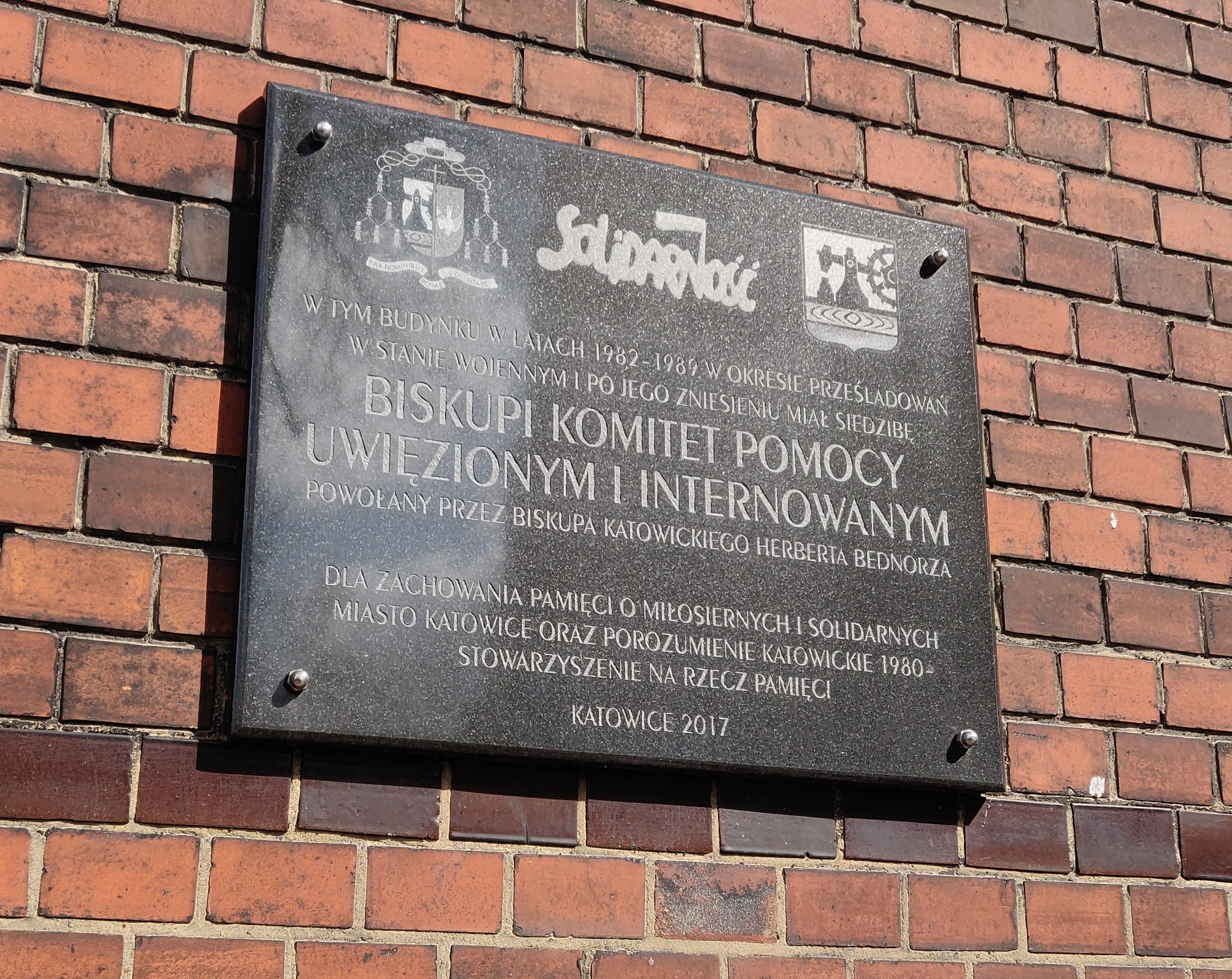
Tablica w Katowicach na fasadzie probostwa przy ul. Mikołowskiej 32, upamiętniająca Biskupi Komitet Pomocy Uwięzionym i Internowanym

- 17 grudnia 1981 – ZOMO rozbiło manifestacje w Gdańsku i w Krakowie. W Gdańsku zginęła jedna osoba, dwie zostały ranne (seria z broni maszynowej skierowana bezpośrednio w demonstrantów).
- 20 grudnia 1981 – koniec strajku w Porcie Gdańskim; zakończenie podziemnego strajku w KWK Anna w Wodzisławiu Śląskim.
- 21 grudnia 1981 – ambasador PRL w Stanach Zjednoczonych Romuald Spasowski poprosił o azyl polityczny. Sąd wojskowy w PRL zaocznie skazał go potem na karę śmierci.
- 23 grudnia 1981 – pacyfikacja Huty Katowice. Stany Zjednoczone wprowadziły sankcje gospodarcze przeciwko PRL.
- 24 grudnia 1981 – ambasador PRL w Japonii Zdzisław Rurarz również poprosił o azyl polityczny. Sąd wojskowy w PRL skazał go, podobnie jak Romualda Spasowskiego zaocznie na karę śmierci.
- 28 grudnia 1981 – koniec strajku w kopalni Piast – ostatniego strajku okupacyjnego. Ambasador PRL w Japonii Zdzisław Rurarz poprosił o azyl polityczny w Stanach Zjednoczonych. Został potem zaocznie skazany na karę śmierci przez sąd wojskowy. Wycofanie z dystrybucji na 9 lat filmu Ryszarda Bugajskiego, Przesłuchanie – opisującego realia czasów polskiego stalinizmu.
- 4 stycznia 1982 – wznowienie zajęć w szkołach
- 6 stycznia 1982 – władze rozwiązały Niezależne Zrzeszenie Studentów.
- 10 stycznia 1982 – przywrócenie łączności telefonicznej w miastach
- 13 stycznia 1982 – powstał Ogólnopolski Komitet Oporu – pierwsza ogólnopolska struktura związku pod przewodnictwem Eugeniusza Szumiejki.
- 25 stycznia 1982 - na posiedzeniu Sejmu PRL VIII kadencji uchwalono – przy jednym głosie sprzeciwu (poseł Romuald Bukowski z Gdańska) – ustawę o szczególnej regulacji prawnej w okresie stanu wojennego, tym samym dekret o stanie wojennym został zatwierdzony.
- 30 stycznia 1982 – w wielu zagranicznych miastach obchody Dnia Solidarności z Polską.
- 1 lutego 1982 – podwyżka cen
- 3 lutego 1982 – Sąd Marynarki Wojennej w Gdyni wydał najwyższy wyrok w stanie wojennym – Ewa Kubasiewicz z Wyższej Szkoły Morskiej została skazana na 10 lat więzienia.
- 5 lutego 1982 – rozpoczęły się – najpierw w Świdniku, potem w innych miastach – manifestacje spacerowe (masowe wychodzenie na spacery w czasie trwania Dziennika Telewizyjnego o 19:30)
- 8 lutego 1982 – wznowienie zajęć na uczelniach
- 11 lutego 1982 – celem zwalczenia manifestacji spacerowych w Świdniku wprowadzono godzinę milicyjną od 19:30. W Warszawie ukazał się drugi (pierwszy) numer Tygodnika Mazowsze.
- 13 lutego 1982 – w ośrodku dla internowanych w Wierzchowie pobito 45 więźniów.
- 18 lutego 1982 – zamach na Zdzisława Karosa
- 23 lutego 1982 – śmierć Zdzisława Karosa
- 27 lutego 1982 – wycofanie przez producenta (Film Polski) z rywalizacji o Oscara filmu Człowiek z żelaza Andrzeja Wajdy.
- 1 marca 1982 – zniesienie ograniczeń w podróżach po całej Polsce.
- 17 marca 1982 – w Katowicach powstał Biskupi Komitet Pomocy Uwięzionym i Internowanym.
- 20 marca 1982 – rozwiązanie Stowarzyszenia Dziennikarzy Polskich i powołanie w jego miejsce marionetkowego Stowarzyszenia Dziennikarzy PRL.
- 1 kwietnia 1982 – Zdzisław Najder został dyrektorem rozgłośni polskiej Radia Wolna Europa.
- 12 kwietnia 1982 – w Warszawie rozpoczęło nadawanie Radio „Solidarność”, kierowane przez Zbigniewa Romaszewskiego.
- 22 kwietnia 1982 – powstała Tymczasowa Komisja Koordynacyjna NSZZ „Solidarność”.
- 29/30 kwietnia 1982 – w Wodzisławiu Śląskim, w proteście przeciw stanowi wojennemu, górnicy wysadzili pomnik z godłem Związku Radzieckiego.
- 3 maja 1982 – demonstracje antyrządowe w Warszawie, Gdańsku, Krakowie i pięciu innych miastach Polski. Liczba demonstrantów w Warszawie przekroczyła 20 tysięcy osób; w wyniku interwencji milicji obrażeń ciała doznało 71 osób.
- czerwiec 1982 – we Wrocławiu powstaje najbardziej radykalna komórka Solidarności – Solidarność Walcząca.
- 20 lipca 1982 – z inicjatywy PZPR powstała organizacja PRON.
- 22 lipca 1982 – z okazji Święta Odrodzenia Polski na prośbę PRON zwolniono dużą liczbę osób internowanych. Zniesiono także godzinę milicyjną w całym kraju.
- 14 sierpnia 1982 – brutalna pacyfikacja ośrodka internowania w Kwidzynie – użyto motopomp jako działek wodnych oraz „ścieżek zdrowia” – na 148 internowanych pobito ok. 80 osób, w tym 40 ciężko i 13 bardzo ciężko.
- 31 sierpnia 1982 – demonstracje w całym kraju w drugą rocznicę porozumień sierpniowych, w Lubinie trzech demonstrantów zostało zabitych przez milicję.
- 13 października 1982 – zamieszki w Nowej Hucie; funkcjonariusz SB, Andrzej Augustyn śmiertelnie postrzelił jednego z manifestantów, dwudziestoletniego studenta Bogdana Włosika.
- 11 listopada 1982 – władze PRL zwolniły z obozu internowania Lecha Wałęsę.
- 31 grudnia 1982 – zawieszenie stanu wojennego.
- 31 stycznia 1983 – nagła śmierć Jacka Jerza, członka władz KPN i KOWzP, wiceprzewodniczącego radomskiej „Solidarności” – według ustaleń IPN najprawdopodobniej otrucie w sposób analogiczny do próby podjętej wcześniej w Radomiu wobec Anny Walentynowicz. Pogrzeb był wielką manifestacją z udziałem 6–11 tys. osób.
- 12 maja 1983 – pobicie Grzegorza Przemyka przez milicjantów na komisariacie MO w Warszawie.
- 14 maja 1983 -  śmierć Grzegorza Przemyka
- 19 maja 1983 – pogrzeb Grzegorza Przemyka
- 16–23 czerwca 1983 – druga pielgrzymka do Polski papieża Jana Pawła II.
- 22 lipca 1983 – zniesienie stanu wojennego, rozwiązanie WRON.

## Akty prawne dotyczące stanu wojennego
- Uchwała Rady Państwa z dnia 12 grudnia 1981 r. w sprawie wprowadzenia stanu wojennego ze względu na bezpieczeństwo państwa (Dz.U. z 1981 r. nr 29, poz. 155)
- Dekret z dnia 12 grudnia 1981 r. o stanie wojennym (Dz.U. z 1981 r. nr 29, poz. 154, z późn. zm.)
- Dekret z dnia 12 grudnia 1981 r. o postępowaniach szczególnych w sprawach o przestępstwa i wykroczenia w czasie obowiązywania stanu wojennego (Dz.U. z 1981 r. nr 29, poz. 156)
- Dekret z dnia 12 grudnia 1981 r. o przekazaniu do właściwości sądów wojskowych spraw o niektóre przestępstwa oraz o zmianie ustroju sądów wojskowych i wojskowych jednostek organizacyjnych Prokuratury Polskiej Rzeczypospolitej Ludowej w czasie obowiązywania stanu wojennego (Dz.U. z 1981 r. nr 29, poz. 157, z późn. zm.)
- Rozporządzenie Rady Ministrów z dnia 12 grudnia 1981 r. w sprawie zasad postępowania w sprawach o internowanie obywateli polskich (Dz.U. z 1981 r. nr 29, poz. 159)
- Rozporządzenie Rady Ministrów z dnia 12 grudnia 1981 r. w sprawie wykonania przepisów dekretu o stanie wojennym w zakresie łączności (Dz.U. z 1981 r. nr 29, poz. 160)
- Rozporządzenie Rady Ministrów z dnia 12 grudnia 1981 r. w sprawie zasiłków przysługujących członkom rodzin żołnierzy pełniących czynną służbę wojskową w czasie obowiązywania stanu wojennego (Dz.U. z 1981 r. nr 29, poz. 161)
- Rozporządzenie Rady Ministrów z dnia 13 grudnia 1981 r. w sprawie wykonania dekretu o stanie wojennym w zakresie gromadzenia środków pieniężnych, obrotu pieniężnego i obsługi finansowej oraz udzielania kredytów (Dz.U. z 1981 r. nr 29, poz. 162)
- Rozporządzenie Ministra Spraw Wewnętrznych z dnia 12 grudnia 1981 r. w sprawie obowiązku złożenia do depozytu broni palnej, amunicji i materiałów wybuchowych oraz zakazu noszenia przedmiotów i narzędzi, których używanie może zagrażać porządkowi publicznemu (Dz.U. z 1981 r. nr 29, poz. 163)
- Rozporządzenie Ministra Spraw Wewnętrznych z dnia 12 grudnia 1981 r. w sprawie zezwoleń na zmianę miejsca pobytu w czasie obowiązywania stanu wojennego oraz zasad i trybu postępowania w tych sprawach (Dz.U. z 1981 r. nr 29, poz. 164)
- Rozporządzenie ministra sprawiedliwości z dnia 13 grudnia 1981 r. w sprawie tymczasowego regulaminu pobytu internowanych w ośrodkach odosobnienia (Dz.U. z 1981 r. nr 29, poz. 165)
- Ustawa z dnia 25 stycznia 1982 r. o szczególnej regulacji prawnej w okresie stanu wojennego (Dz.U. z 1982 r. nr 3, poz. 18, z późn. zm.)
- Ustawa z dnia 18 grudnia 1982 r. o szczególnej regulacji prawnej w okresie zawieszenia stanu wojennego (Dz.U. z 1982 r. nr 41, poz. 273, z późn. zm.)
- Uchwała Rady Państwa z dnia 19 grudnia 1982 r. w sprawie zawieszenia stanu wojennego (Dz.U. z 1982 r. nr 42, poz. 275)
- Uchwała Rady Państwa z dnia 20 lipca 1983 r. w sprawie zniesienia stanu wojennego (Dz.U. z 1983 r. nr 39, poz. 178)